# Ceramiche ingobbiate e graffite di Pisa

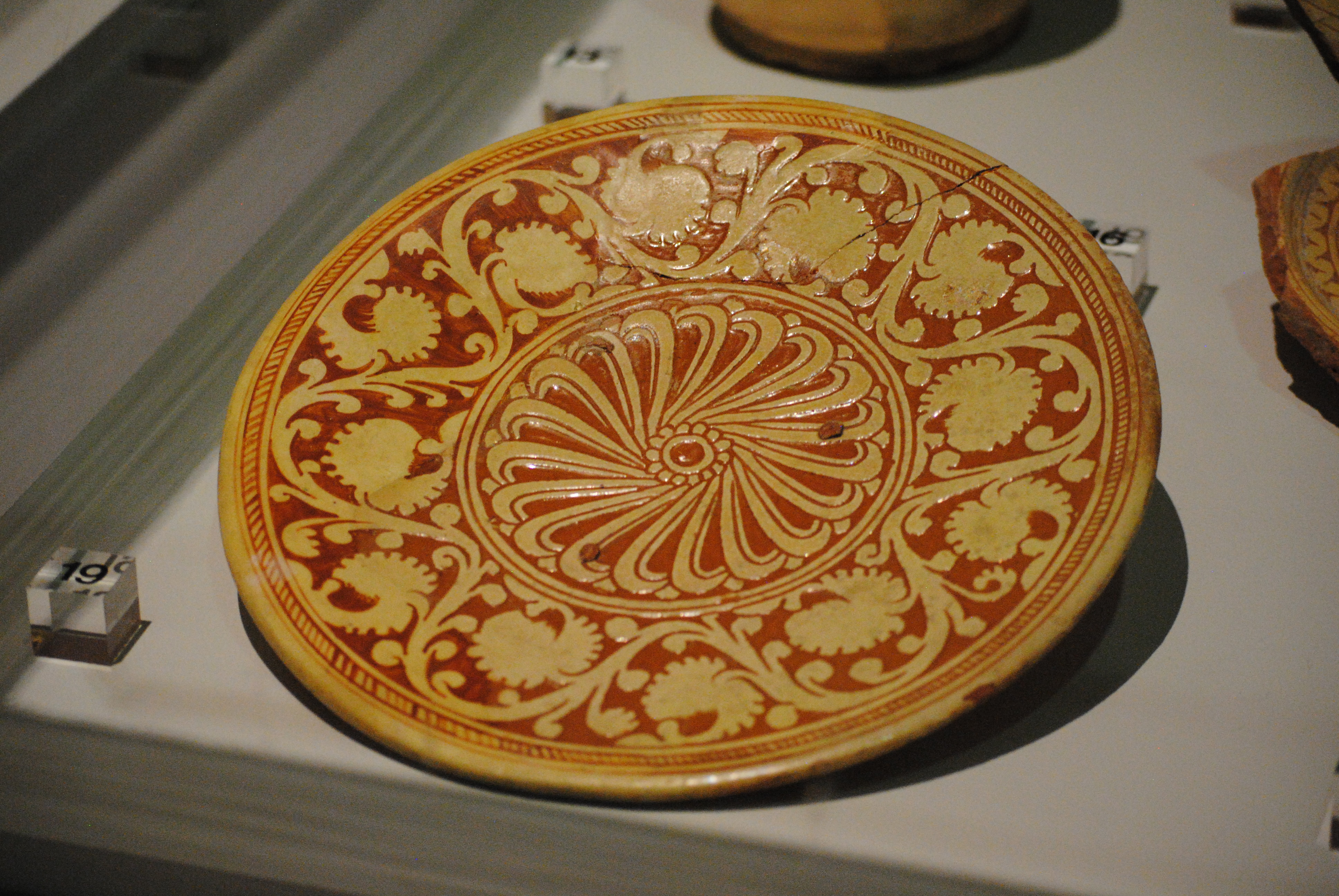
Scodella - ingobbiata e graffita a fondo ribassato, fine XVI - inizi XVII secolo (collezione Tongiorgi, Pisa) - Museo nazionale di San Matteo

Le ceramiche ingobbiate e graffite di Pisa vennero prodotte tra la metà del XV fino al XIX secolo.
Quest’arco temporale costituisce un momento di svolta per la produzione del vasellame prodotto in città, in quanto si assiste all’introduzione di una nuova tecnica nelle officine ceramiche che già producevano a partire dai primi decenni del Duecento maioliche arcaiche.
La nuova tecnica veniva comunemente chiamata ingobbiatura e prevedeva il rivestimento del corpo ceramico essiccato con una miscela liquida a base di argille caoliniche bianche che, una volta raggiunto il giusto grado di asciugatura, poteva essere arricchita da decorazioni.
Le decorazioni potevano essere graffite “a punta”, “a fondo ribassato” e “a stecca” e/o anche dipinte.
Le testimonianze relative alla graffitura pervenute mostrano una tendenza produttiva che spesso privilegia gli esemplari monocromi ma non mancano esempi di arricchimento cromatico volti a far risaltare le incisioni con pennellate in verde e/o giallo (sporadicamente in bruno/violaceo). Le ceramiche ingobbiate e graffite venivano poi rivestite con una vetrina piombifera prima della seconda cottura, in modo che la superficie dei manufatti acquistasse impermeabilità e che i decori fossero protetti.

## Ipotesi sull'origine delle ingobbiate e graffite a Pisa
La tecnica dell’ingobbiatura, come quella della smaltatura stannifera della maiolica arcaica, non venne appresa dai ceramisti locali per esperienza maturata con il tempo, ma è più probabile che fosse stata trasmessa da maestranze alloctone.
I più concordano con la tesi secondo la quale tale tecnica potrebbe essere arrivata a Pisa tramite la conoscenza portata da ceramisti originari della Pianura Padana che, nel XV secolo, attraverso i territori della Casa d’Este e più precisamente dalla Garfagnana, raggiunsero il nord della Toscana.
A tal proposito alcuni documenti attestano l’arrivo a Pisa, e in zone limitrofe, di ceramisti provenienti da Milano e Lucca. Soprattutto in quest’ultima realtà si registrano numerose attestazioni di ceramiche ingobbiate e graffite provenienti da aree modenesi, reggiane e ferraresi oltre che la presenza di ceramisti padani presenti nella cittadina tra il Quattrocento e il Cinquecento. Appare dunque probabile che Lucca possa aver ricoperto il ruolo di “scalo” intermedio per questi ceramisti che con il tempo poterono spostarsi anche a Pisa.
Per stabilire meglio il momento in cui arrivò in città il sapere per la produzione delle ingobbiate, appaiono molto interessanti due fonti scritte.
Entrambe riguardano un maestro vasaio pisano, tale Sano di Gherardo Borghesi, che operò a cavallo della prima e seconda metà del Quattrocento.
Il primo documento, datato al 1441, concerne il pagamento da parte del ceramista di alcuni sacchi di bianco presso la Dogana della Degazia. Il secondo è più tardo (1485) e riguarda la spartizione dei beni di Sano di Gherardo tra i figli dopo la sua morte (avvenuta tra il 1472 e il 1478). Nel testamento viene esplicitamente indicata la presenza di terre bianche tra le numerose materie prime lasciate in eredità, necessarie alla creazione delle ceramiche.
A queste fonti archivistiche è possibile collegare il ritrovamento dei primi oggetti da mensa ingobbiati e graffiti “a punta” nel sottosuolo pisano a partire dalla metà-fine del XV secolo.

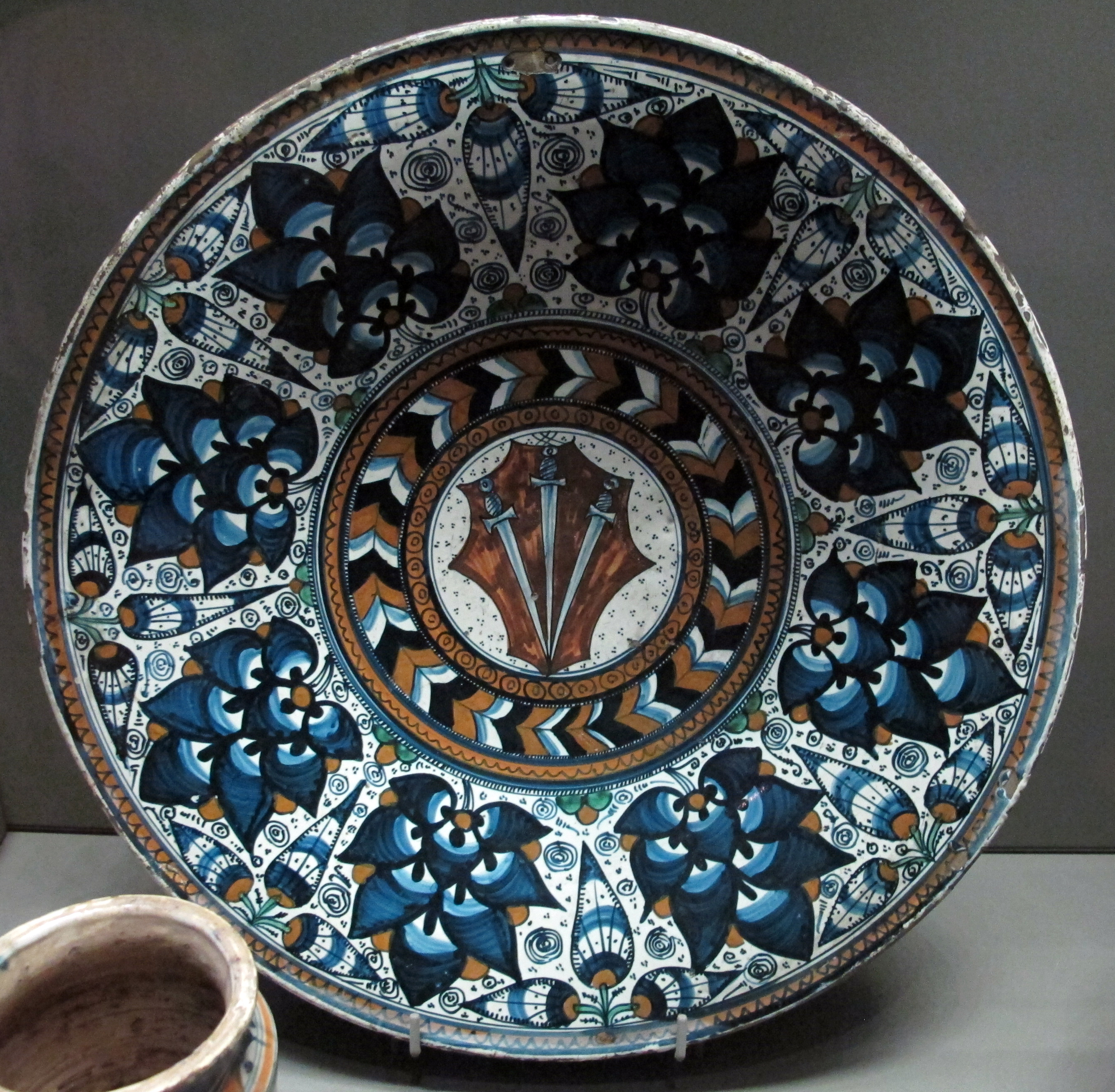
Maiolica di Montelupo fiorentino, piatto con l'arme minerbetti, 1485-1495 ca

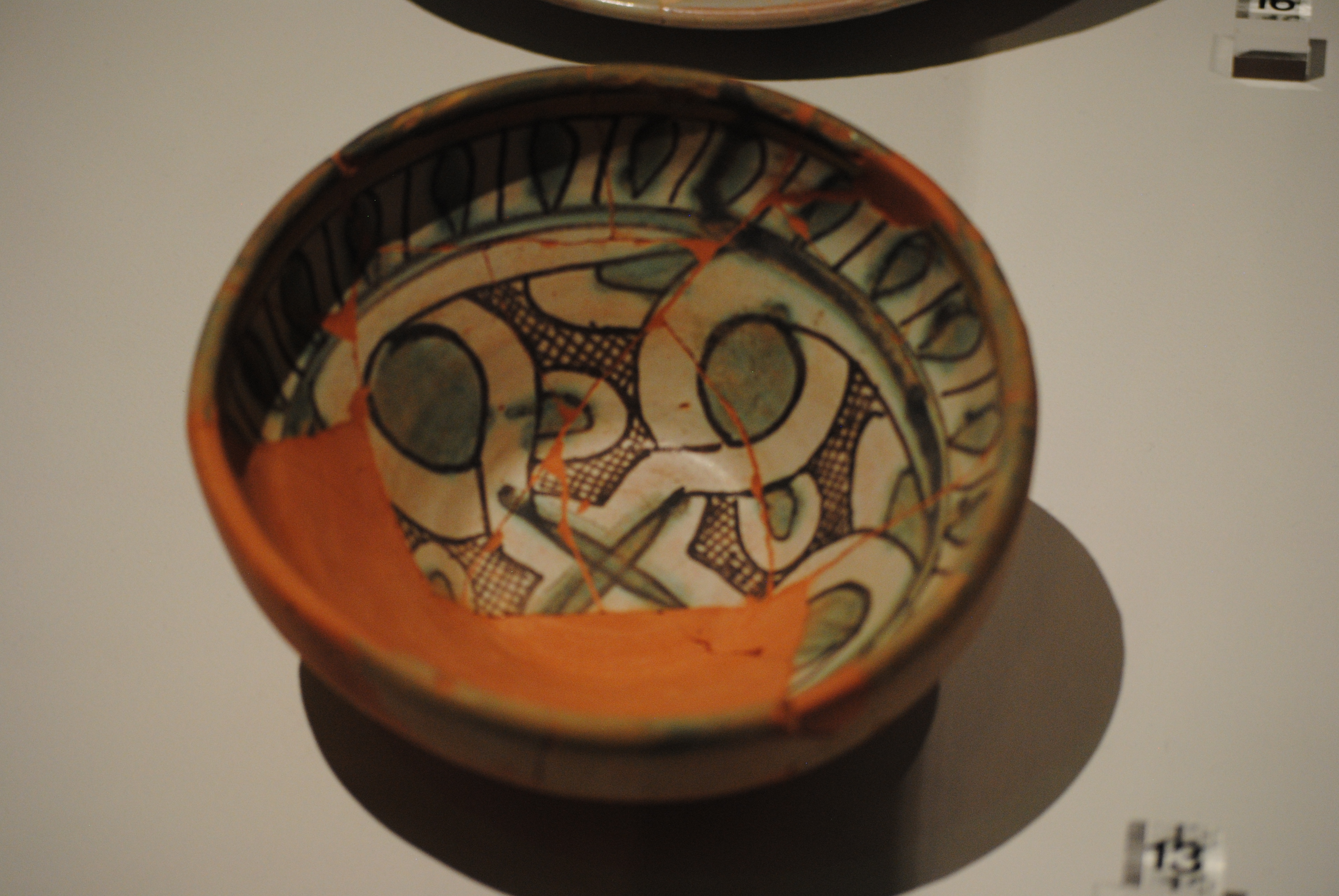
Maiolica arcaica di Pisa, XV secolo.

Per capire i motivi che hanno spinto i ceramisti pisani alla produzione delle ceramiche ingobbiate e graffite, in contemporanea con l’ultima maiolica arcaica, bisogna tener conto delle condizioni politiche ed economiche nelle quali la città versava in quel periodo.
Dagli inizi del XV secolo (1406) la Repubblica pisana non esisteva più; questa infatti era caduta sotto il controllo di Firenze che, tra assedi, conquiste e rivolte, mise in ginocchio la città per tutto il secolo costringendola alla definitiva resa agli inizi del successivo (1509), dopo la ribellione di fine Quattrocento.
Negli anni di dominio l’occupante controllava il mercato imponendo pesanti dazi alle attività artigianali e commerciali pisane. Una conseguenza fu, oltre allo spopolamento della città, un importante calo di botteghe ceramiche. In questi anni si registrava inoltre l’entrata nei commerci di un nuovo tipo di ceramica, la maiolica policroma di Montelupo Fiorentino, che relegò a ruolo marginale l'ultima maiolica arcaica pisana.
Di contro, nei primi decenni del Quattrocento, i pochi artigiani pisani rimasti reagirono formando delle corporazioni per tentare di far fronte alla nuova concorrenza montelupina, le cui produzioni godevano di ben altro pregio.
Ai fiorentini dunque si deve, se non lo stimolo per l’introduzione della nuova tecnica dell’ingobbio graffito, almeno una forte reazione organizzativa da parte degli artigiani pisani, tale da rinnovare la produzione con l’abbandono graduale della maiolica arcaica che non soddisfaceva più il gusto del tempo.
I documenti che riguardano Sano di Gherardo Borghesi e il ritrovamento nel sottosuolo dell'ex convento delle Benedettine (presso la chiesa di San Paolo a Ripa d'Arno) di maioliche arcaiche, ingobbiate e graffite "a punta" e "a stecca", avevano portato la studiosa Graziella Berti ad ipotizzare che la tecnica dell'ingobbio in tutte le sue varianti tecnologico-decorative fosse stata adottata a Pisa intorno alla metà del XV secolo (anni '30-'40), in concomitanza con il declino della maiolica arcaica e la sua ultima produzione.
Tale ipotesi ha incontrato pareri contrastanti nel corso del tempo, soprattutto per quanto riguarda il vasellame graffito “a stecca” più di frequente attestato in contesti del pieno XVI secolo. Negli ultimi anni infatti, nella stratigrafia di più punti del sottosuolo urbano, si sono trovati molti più indizi in grado di dare delle risposte esaustive a questo problema.
Le evidenze provenienti dagli scavi di Piazza Consoli del Mare, di via Facchini, di via Toselli, di Piazza delle Vettovaglie, di Palazzo Scotto, della chiesa di San Michele in Borgo, di Villa Quercioli e di via Sant’Apollonia, hanno mostrato che le ingobbiate e graffita "a stecca" sono assenti nel corso di tutto il Quattrocento, con primissime rare attestazioni solo agli inizi del Cinquecento.
L’unica ingobbiata e graffita che viene prodotta contemporaneamente alla maiolica arcaica tarda è perciò quella “a punta”. Se la graffita “a stecca” non è presente nei contesti pisani del XV secolo probabilmente non veniva ancora prodotta; se è presente, seppur in rarissimi casi, agli inizi del XVI secolo è perché forse trattasi delle prime sperimentazioni.
Nel Quattrocento, quindi, le classi fabbricate dalle botteghe pisane sono la maiolica arcaica e a partire dalla metà circa del secolo, la prima ingobbiata e graffita “a punta”.

## Caratteristiche e tecnologia delle ingobbiate e graffite pisane
Come per le maioliche arcaiche anche le ingobbiate e graffite pisane vengono prodotte con argilla cavata da depositi alluvionali del fiume Arno. Questa conferisce al corpo dei manufatti ceramici il peculiare colore rosso mattone vivo che può tendere all’arancione.
Lo strumento usato prevalentemente dagli artigiani pisani per tracciare i decori graffiti varia a seconda del tipo di decoro da ottenere: uno strumento a punta sottile nel caso della tipologia “a punta” e uno strumento con estremità più ampia per il decoro “stecca”.
I recipienti ingobbiati e graffiti sono quasi esclusivamente forme aperte che presentano decorazioni solo sulla superficie interna e, meno frequentemente, sono attestati recipienti chiusi decorati con graffiture tracciate con la punta.
I motivi principali e secondari privilegiati avevano carattere geometrico e astratto, con richiami al mondo vegetale.

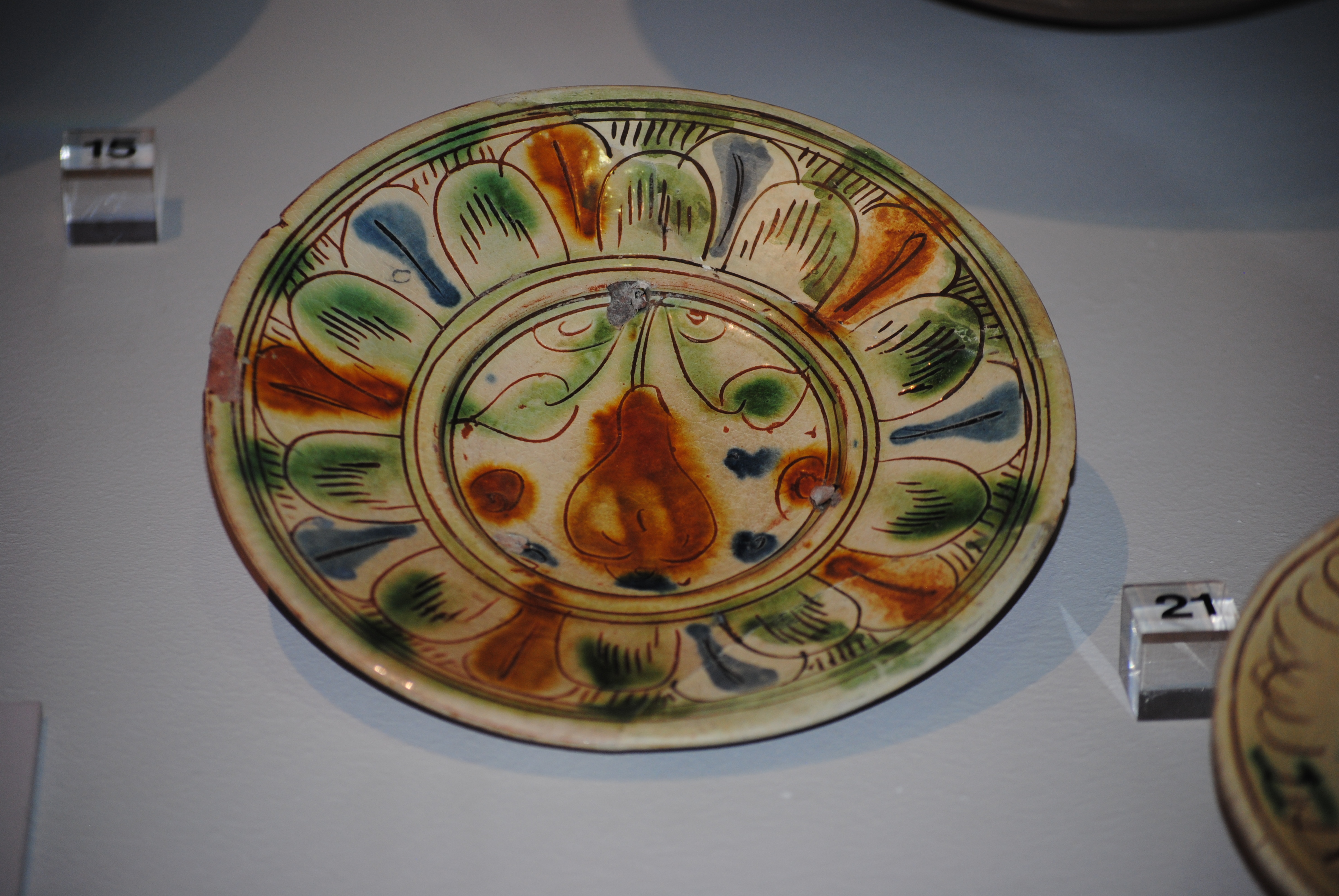
Scodella ingobbiata e graffita a punta arricchita da pennellate di colore (fine XVI - inizi XVII secolo).

Tra le ingobbiate e graffite “a punta”, tuttavia, sono state trovate ceramiche ornate con motivi figurati: rappresentazioni di quadrupedi e di pennuti, pesci, frutti e figure principalmente femminili mostrate di profilo.
La tavolozza delle ingobbiate e graffite è molto povera in quanto nella maggior parte dei casi si tratta di ceramiche monocrome, che sfruttano il contrasto cromatico tra il bianco dell’ingobbio e il rosso del corpo ceramico come decorazione stessa.
In pochi casi, soprattutto tra le graffite “a punta” e più raramente a “fondo ribassato”, le decorazioni sono arricchite con pennellate in verde e/o giallo (in rari casi è usato il bruno che può tendere al viola).
La superficie, dopo essere stata ingobbiata e decorata veniva coperta con vetrina piombifera. Questa è soprattutto incolore ma non mancano i casi in cui si presentano vetrine gialle o verdi, mentre l’uso di vetrine di colore bruno-violaceo è molto raro. Il colore della copertura vetrosa dipendeva dall’aggiunta o meno di ossidi di ferro o di rame. Anche l’atmosfera presente nella fornace (ossidante o riducente) contribuiva a modificare il risultato finale.

### Il rivestimento ad “ingobbio” e la graffitura
I manufatti ceramici, dopo essere stati modellati sul tornio e fatti parzialmente essiccare una prima volta, venivano ricoperti con una patina di “ingobbio”, una miscela che si ottiene tramite l’uso di fini argille caoliniche, setacciate e disciolte in acqua.
Dopo l’applicazione dell’ingobbio per immersione e un’opportuna parziale essiccazione dello stesso i recipienti potevano essere decorati, ma si sono riscontrati anche casi in cui l’ingobbio non veniva graffito.
Le decorazioni venivano realizzate asportando opportune porzioni della patina di ingobbio (allo stato ancora crudo) e la superficie del corpo argilloso sottostante con una “punta” o con una “stecca”.
Gli elementi ornamentali, dunque, una volta completata la cottura del pezzo, apparivano di colore rosso mattone in quanto con la graffitura veniva scoperto il corpo ceramico. Le principali produzioni “graffite” pisane si dividono in tre categorie:
- Graffite “a punta”,
- Graffite “a stecca”,
- Graffite “a fondo ribassato”.

Purtroppo, non sono state trovate testimonianze materiali degli strumenti usati per asportare lo strato di ingobbio. Potendo formulare solo ipotesi, gli studiosi pensano che questi potevano essere fatti di diversi materiali, soprattutto in legno o in metallo, ma anche ricavati da ossa animali.

### La prima cottura
I recipienti dopo essere stati ingobbiati e, in caso, graffiti venivano infornati per la prima cottura dove si veniva a creare il contrasto cromatico tra il peculiare rosso mattone del corpo ceramico sottostante e il bianco dell’ingobbio.

### Il rivestimento vetroso e la seconda cottura
Dopo la prima cottura i “biscotti” venivano rivestiti da una vetrina piombifera e sottoposti ad una seconda cottura affinché la superficie del manufatto acquisisse impermeabilità.
Durante la cottura nella fornace i recipienti aperti, che erano stati impilati per ottimizzare lo spazio, venivano separati tra di loro tramite le cosiddette “zampe di gallo”.

## La produzione di ceramica ingobbiata e i vasai nel XVI secolo

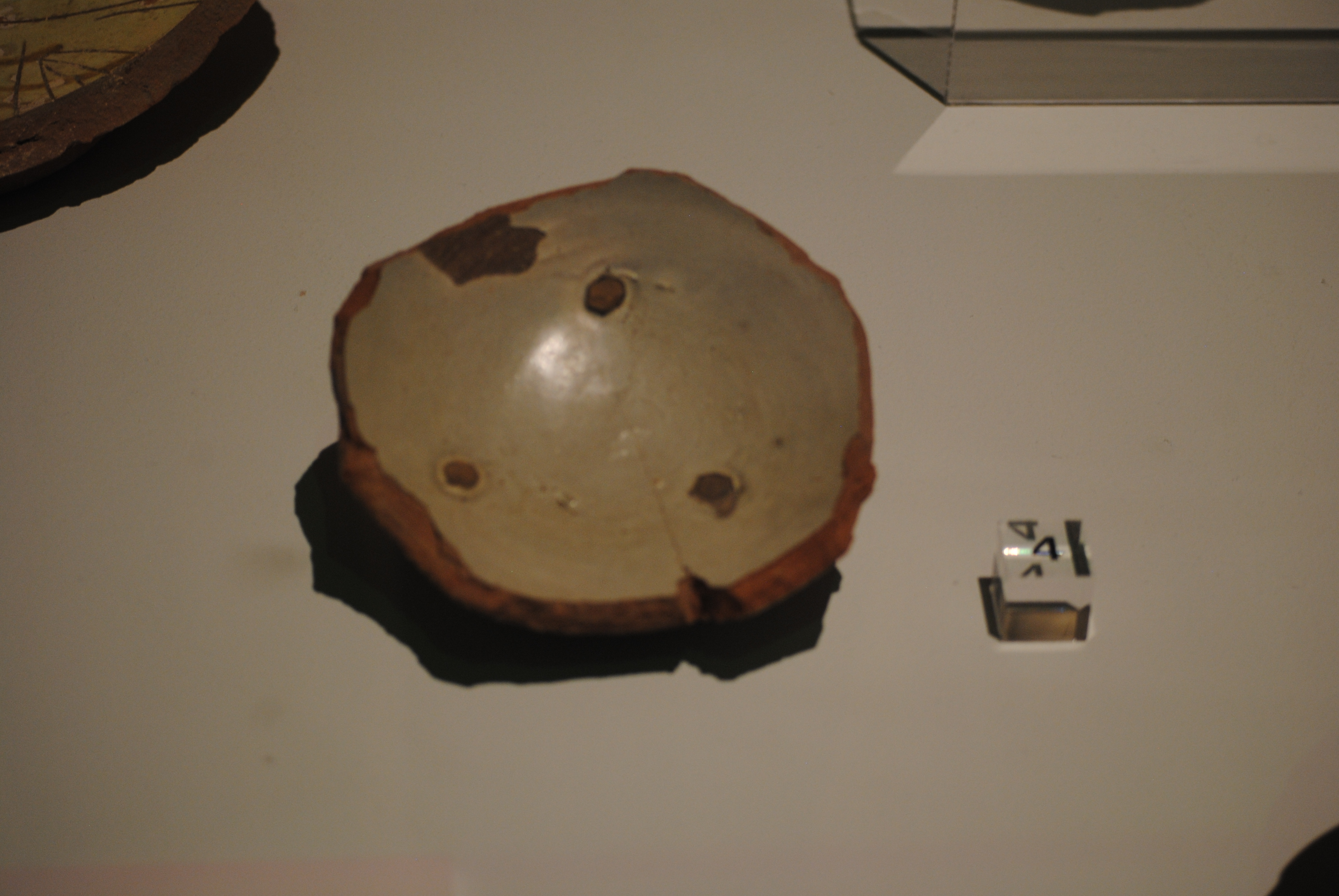
Ciotola, maiolica arcaica monocroma tarda (scarto di seconda cottura), 1530 - 1560.

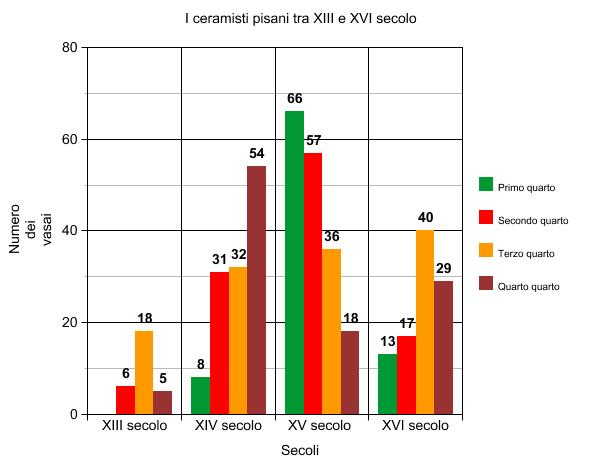
Andamento del numero dei ceramisti pisani attivi tra XIII e XVI secolo.

Fino all’ultimo quarto del XVI secolo le fabbriche pisane hanno continuato a produrre la maiolica arcaica. In un primo momento (prima metà XV secolo) fu sperimentata la maiolica policroma che venne presto abbandonata in favore di una produzione più semplice (monocroma bianca), dove il repertorio delle forme vira sulla ciotola emisferica.
Contemporaneamente all’ultima maiolica arcaica cominciano ad essere prodotte le prime ceramiche ingobbiate e graffite “a punta”. Solo in un secondo momento, dopo gli inizi del Cinquecento cominciano ad essere prodotte le graffite “a stecca”. L’altra tipologia di graffite, quella “a fondo ribassato”, comincia ad essere presente a partire dalla metà circa dello stesso secolo.
Tra il Cinquecento e il Seicento le vecchie forme che hanno accompagnato la produzione delle maioliche arcaiche e delle prime ingobbiate cominciano a cambiare e in particolare muta completamente la parte bassa dei recipienti. In questo periodo infatti il piede “ad anello” viene gradualmente abbandonato in favore di quello “a disco”, o “a ventosa”.
Anche nei decori si assiste ad un cambiamento in questo secolo. Ad esempio, quelli tracciati con la stecca diventano statici e meno corsivi, tra i decori graffiti “a punta” e “a fondo ribassato” cominciano ad essere usati motivi araldici, soprattutto raffiguranti lo stemma della famiglia dei Medici. Gli araldi vengono spesso associati ad elementi di ispirazione vegetale.

### I ceramisti attivi in città
Quando venne immessa nel mercato cittadino un'ingente quantità di ceramica montelupina i maestri vasai pisani tentarono di fronteggiare la nuova concorrenza con la produzione delle maioliche arcaiche policrome prima, e con le ingobbiate e graffite dopo.
Inizialmente questo tentativo dovette risultare vano in quanto si assiste, grazie alle testimonianze scritte, ad una forte decrescita degli artigiani presenti in città. Infatti, fino al secondo quarto del Quattrocento la città ospitava numerosi ceramisti mentre nella seconda metà dello stesso secolo il numero di questi cala drasticamente.
Molti artigiani arrivarono dal contado e da altri centri ma questa piccola migrazione si interruppe e, anzi, si invertì. Infatti, circa una decina di vasai che prima operavano a Pisa si spostarono verso Lucca, Savona e Faenza. Dei 66 artigiani presenti in città nel primo quarto del XV secolo, ne rimasero soltanto 18 nell'ultimo quarto.
Causa principe di questo decremento è sicuramente stata l’annessione di Pisa allo stato fiorentino. Oltre che alla migrazione di questi artigiani si assistette alla dipartita dei ceti dirigenti. Inoltre, venne vietato agli abitanti del contado di entrare in città in quanto Firenze aveva timore di possibili insurrezioni. Gli occupanti imposero pesanti imposte che minarono una fiorente attività come quella della ceramica. Molte delle fornaci presenti in città vennero distrutte nei primi anni di dominazione e non appare improbabile che questi immobili furono distrutti dagli stessi proprietari per sfuggire alle gravose tasse.
Durante la Seconda Repubblica pisana (1494-1509) la situazione non cambiò in meglio dato che il numero di artigiani passò da 18 a 13.
Nei primi trent’anni del XVI secolo quattro nuovi artigiani arrivano in città. Proprio in questo periodo, come confermano i dati archeologici, cominciano ad essere prodotte le prime graffite “a stecca” e, grazie a questa nuova produzione, si assiste per tutto il Cinquecento all’aumento del numero dei vasai.

## Ceramiche ingobbiate e graffite "a punta"
Accanto alla produzione dell’ultima maiolica arcaica, specialmente monocroma bianca, sono state prodotte le ingobbiate e graffite a punta che costituiscono il primo vero tentativo di rinnovamento della produzione ceramica pisana dopo le maioliche arcaiche policrome. In base alle stratigrafie di più scavi nel sottosuolo cittadino, è possibile ritenere che la graffita “a punta” sia comparsa nella scena produttiva pisana attorno alla metà del XV secolo circa.

### Gli aspetti morfologici tipici delle ingobbiate e graffite "a punta" di XV-XVI secolo

#### Le forme aperte

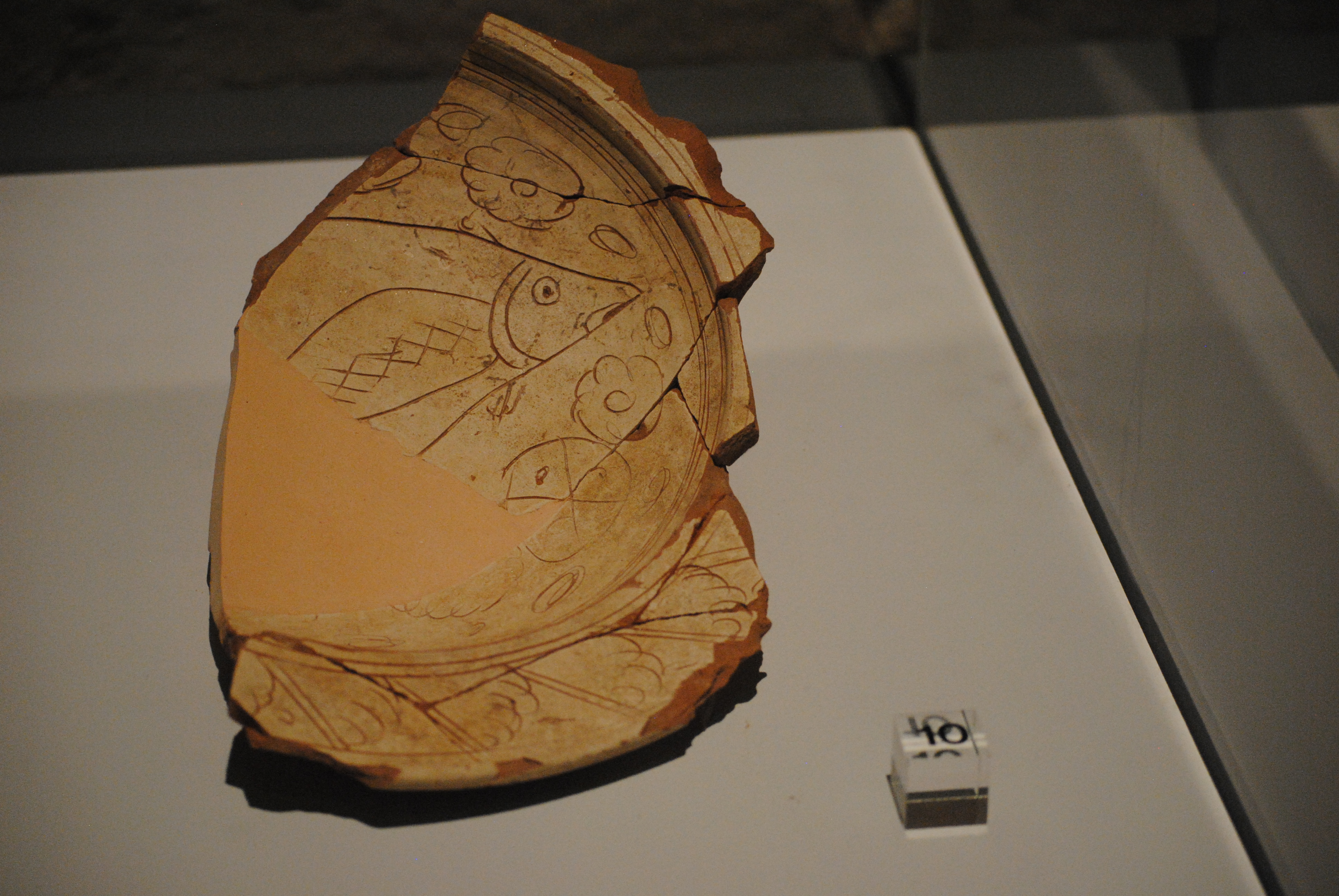
Scodella ingobbiata e graffita a punta (scarto di prima cottura), 1500 - 1530.

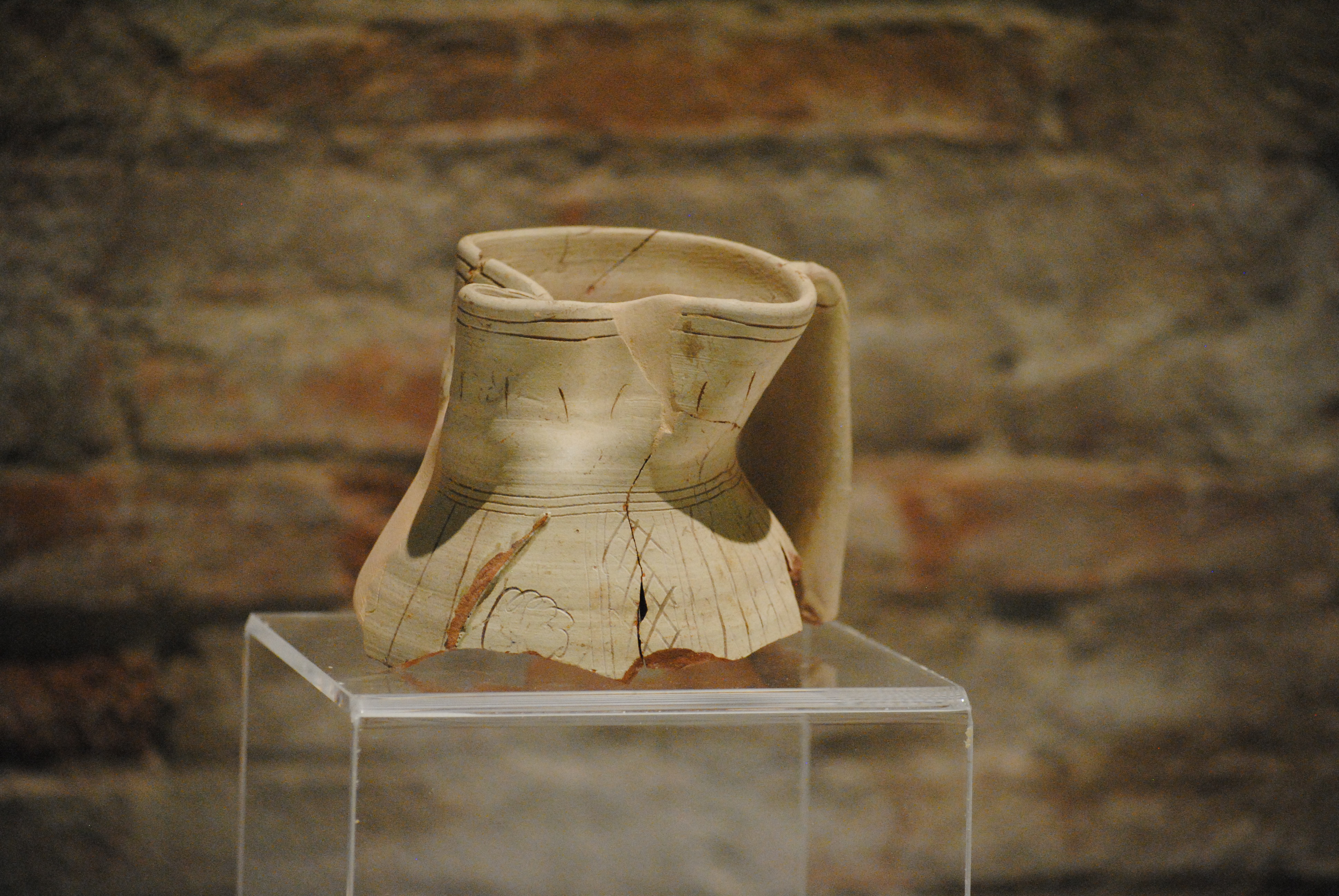
Boccale ingobbiato e graffito a punta (scarto di prima cottura), 1500 - 1530.

Le forme aperte del primo periodo di produzione (metà XV secolo-1500 circa), sono soprattutto ciotole, piatti, catini e scodelle che possono essere provvisti di tesa.
Le forme nel secondo periodo (1500-1530 circa) cominciano a cambiare specie nella parte bassa. Il piede ad anello si stringe e si abbassa, mentre il piede a disco a ventosa o convesso è ancora raro.
Per quanto riguarda il terzo periodo (1530-1560) sono stati ritrovati catini e scodelle mentre sono più rari, rispetto alle fasi precedenti, le ciotole e i piatti. Il piede ad anello nelle scodelle comincia a non essere più usato in favore di quello a disco, mentre le forme più piccole sono apode.
Il quarto periodo (1560-1590 circa) è caratterizzato da una minore produzione della tipologia “a punta”, in favore di una maggiore produzione di graffite “a stecca”. Le forme maggiormente attestate sono i catini, poi ciotole, scodelle e piatti.

#### Le forme chiuse
Sono attestate forme chiuse ingobbiate e graffite “a punta” almeno a partire dal 1500 (secondo periodo), fino ad arrivare all’ultimo trentennio del XVI secolo (quarto periodo).
Le forme chiuse del secondo periodo sono boccali che hanno l’orlo trilobato, il collo lungo che si apre verso l’alto, il corpo ovaliforme e il piede è a disco. L’ansa è a nastro poco spesso.
La morfologia delle forme sembra non mutare nei boccali del terzo e quarto periodo.

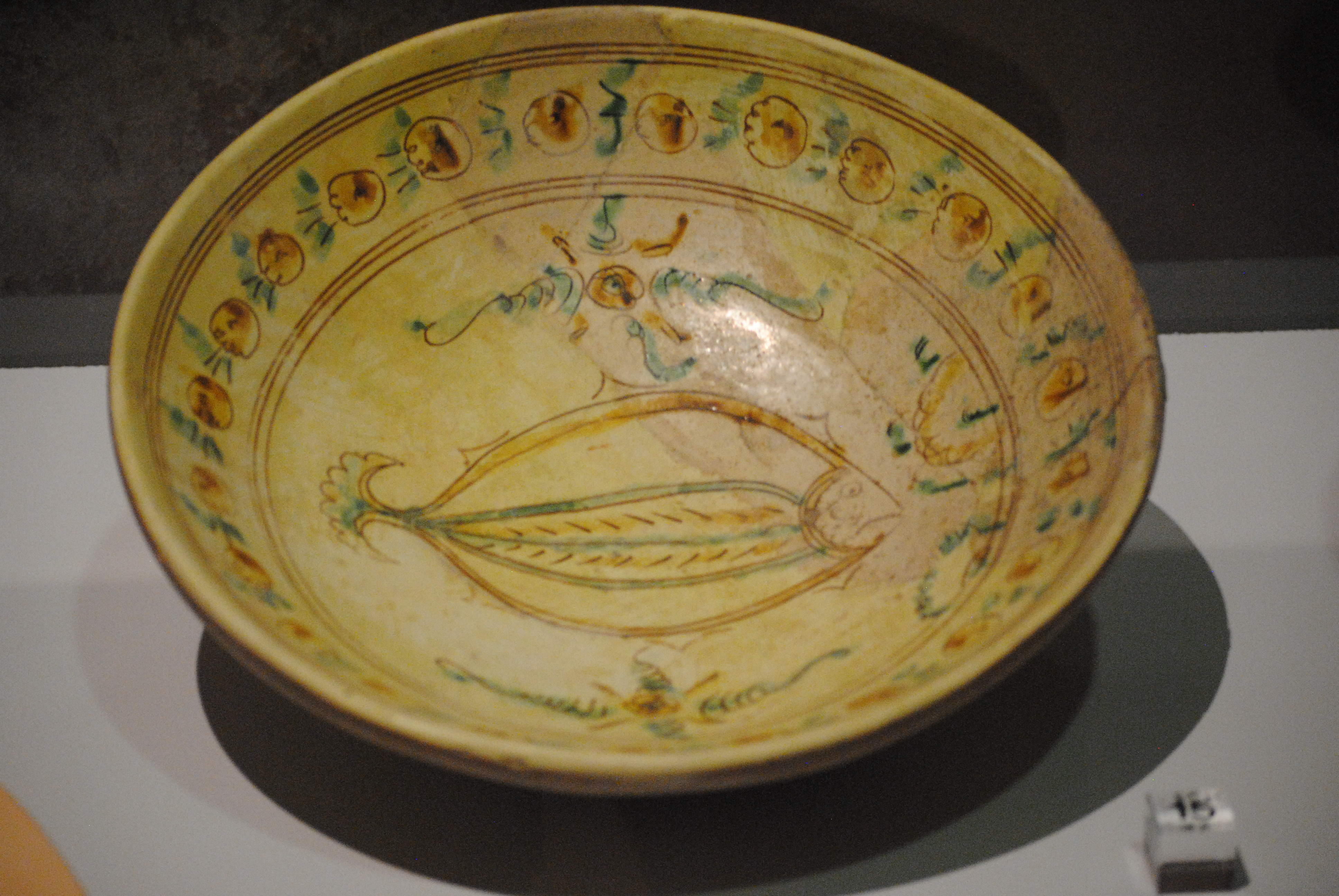
Catino ingobbiato e graffito a punta (fine XVI secolo - inizi XVII secolo).

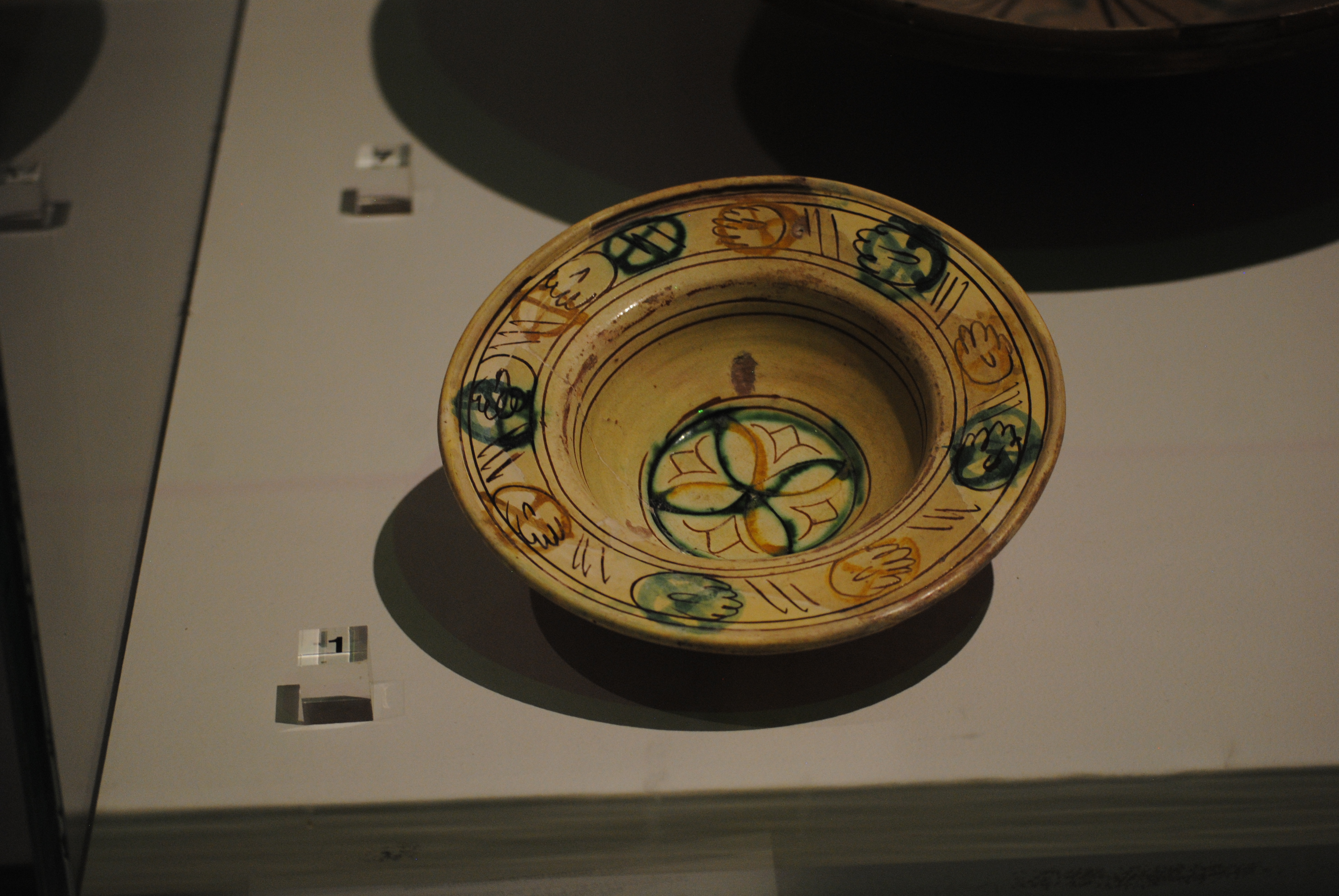
Scodella ingobbiata e graffita a punta (prima metà XVI secolo).

### Le decorazioni tipiche delle ingobbiate e graffite "a punta"

#### Motivi principali delle forme aperte
I motivi principali sono i decori che si trovano sul fondo del cavetto delle forme aperte o sulla pancia delle forme chiuse.
Durante il primo periodo si incontrano maggiormente motivi di ispirazione geometrica e solo a partire dalla fine XVI-inizi XVII secolo vengono preferiti motivi vegetali costituiti da uno o più fiori oppure da frutti, come la pera, sorretti da rametti ornati o meno da foglie.
Il campo centrale dei recipienti può essere diviso in settori da elementi che ricordano tralicci.
Non mancano motivi che raffigurano quadrupedi, pesci e figure umane di profilo.
I motivi principali del secondo periodo tendono a schematizzarsi con divisioni del campo centrale in settori tramite croci, stelle o elementi vegetali. Sono presenti anche fiori lobati e girandole.
Risultano piuttosto frequenti le rappresentazioni di figure umane e motivi raffiguranti pesci.
Quelli del terzo periodo non si discostano dai motivi principali degli anni precedenti. Solo in rari casi si notano decori differenti quali croci riempite da decori di diversa natura.
I disegni graffiti “a punta” di fiori stilizzati che riempiono l’intera superficie sono ancora frequenti.
Non mancano figure umane e zoomorfe come ad esempio pesci o uccelli.
I decori principali del quarto periodo si riducono a motivi costituiti da girandole e fiori lobati. Sono state rinvenute diverse tipologie di decori con pesci ed appare per la prima volta il viso umano con capelli ricci.
Tra le ingobbiate e graffite “a punta” un motivo principale assai usato è quello araldico che in qualche caso rimanda alla famiglia dei Medici e ai Rosselmini. Questo tipo di decorazione venne usato in fase tarda di produzione (XVII secolo).
Altri motivi sono impostati su schemi geometrici, che hanno andamento rotatorio e possono essere delle raggiere o elementi allungati. In un caso è stato ritrovato un recipiente con graffito un motivo che presenta una faccia rotonda da cui si dipartono dei raggi.
In molti casi i disegni graffiti sono impreziositi da pennellate in verde e giallo sotto vetrina.

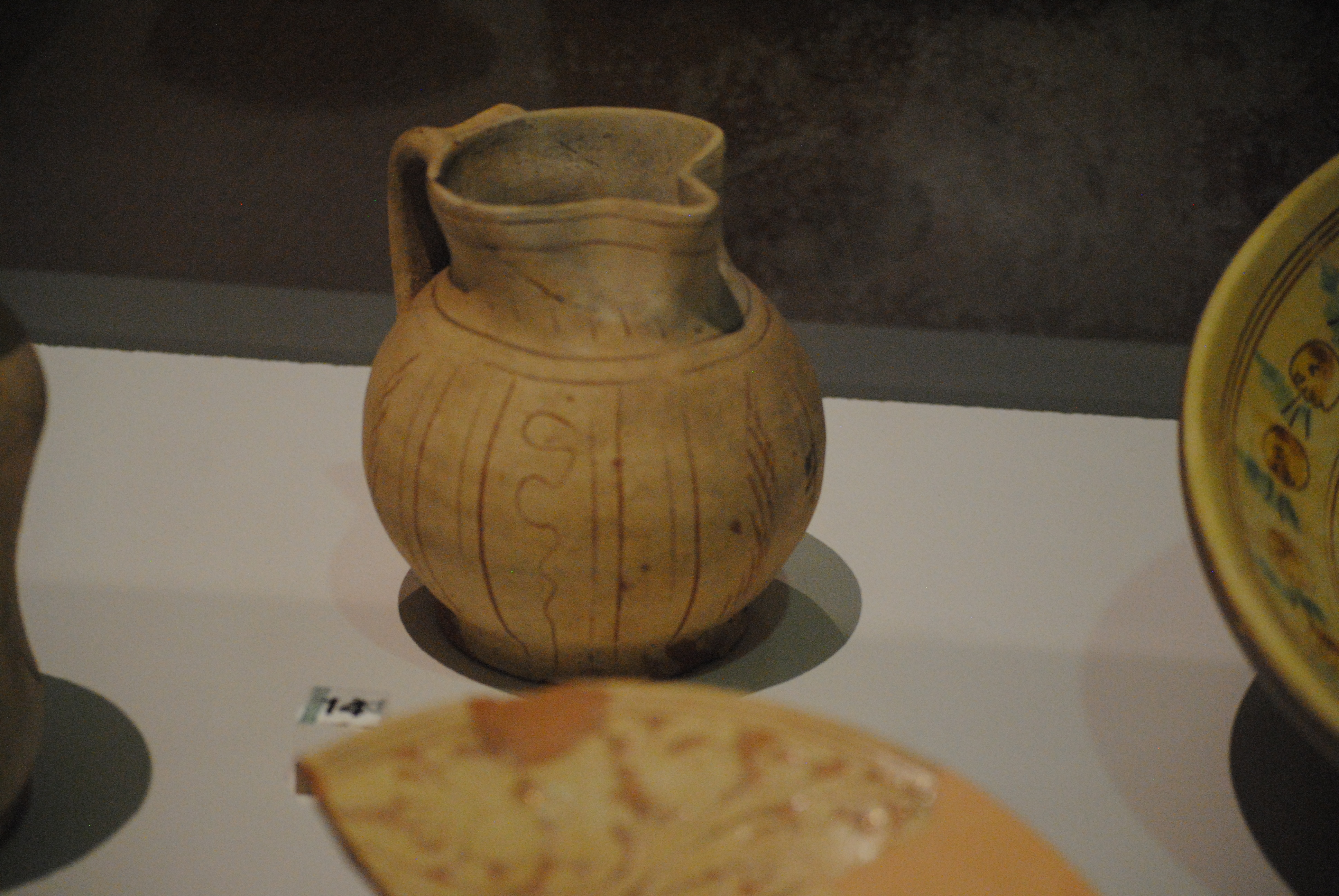
Boccale ingobbiato monocromo graffito a punta - scarto di prima cottura (XVII secolo).

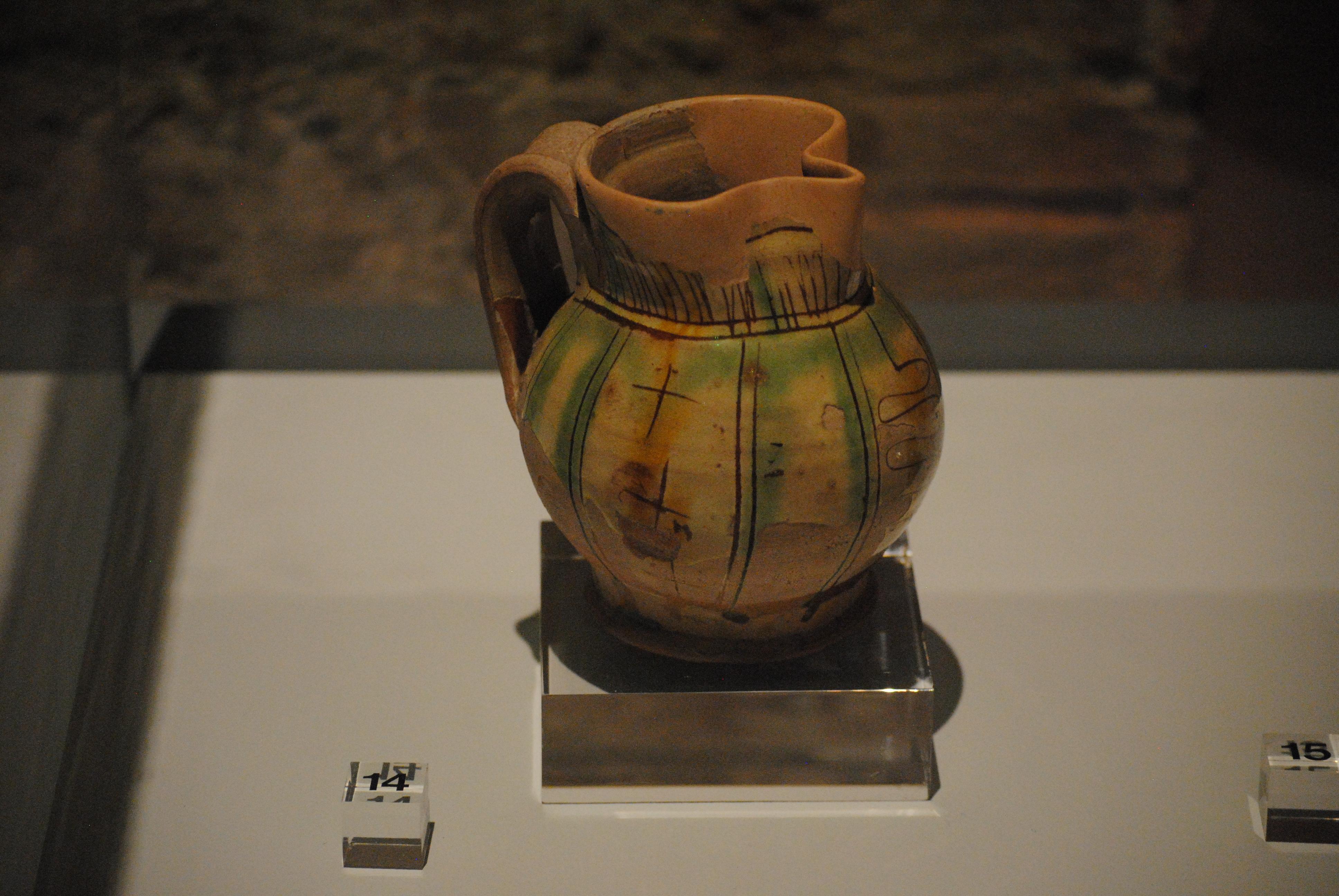
Boccale ingobbiato e graffito a punta (inizi XVI secolo).

#### Motivi secondari o sequenze delle forme aperte
I motivi secondari del primo periodo sono caratterizzati da graticci, decori vegetali e archetti.
Nel secondo periodo i motivi secondari sono dati da fasce riempite con linee solcate oblique che possono essere intervallate da spirali o elementi vegetali.
Nel terzo periodo troviamo nuovi elementi e variazioni dei motivi già conosciuti.
Il quarto periodo è caratterizzato dall’introduzione di una nuova sequenza denominata “a penna di pavone”.
I decori graffiti sono arricchiti in tutti i casi con pennellate in verde e giallo ocra.

#### Motivi principali delle forme chiuse
I motivi principali sono i decori che si trovano sul ventre delle forme chiuse.
Nel secondo periodo è stato trovato un boccale che presenta un decoro a croce con elementi vegetali graffiti all’interno dei quartieri.
Del terzo periodo è superstite un solo boccale che ha come decoro principale un elemento vegetale.
Per la quarta fase non si sono riscontrate novità.

#### Motivi secondari o sequenze laterali delle forme chiuse
Una caratteristica comune ai recipienti chiusi del secondo, del terzo e del quarto periodo è che i motivi secondari possono costituire la sola decorazione del recipiente.
Essi sono formati da graticci, spirali e linee ondulate verticali.
Sotto la bocca si può trovare una fascia riempita con linee verticali o oblique con orientamento verso destra o sinistra.
Sul manico possono trovarsi motivi lineari di diverso tipo.

## Ceramiche ingobbiate e graffite "a stecca"

### Gli aspetti morfologici tipici delle ingobbiate e graffite "a stecca"
I recipienti appartenenti alla classe delle graffite a stecca sono tutti rappresentati da forme aperte. Gli studiosi li hanno suddivisi in base alla presenza o meno della tesa. 

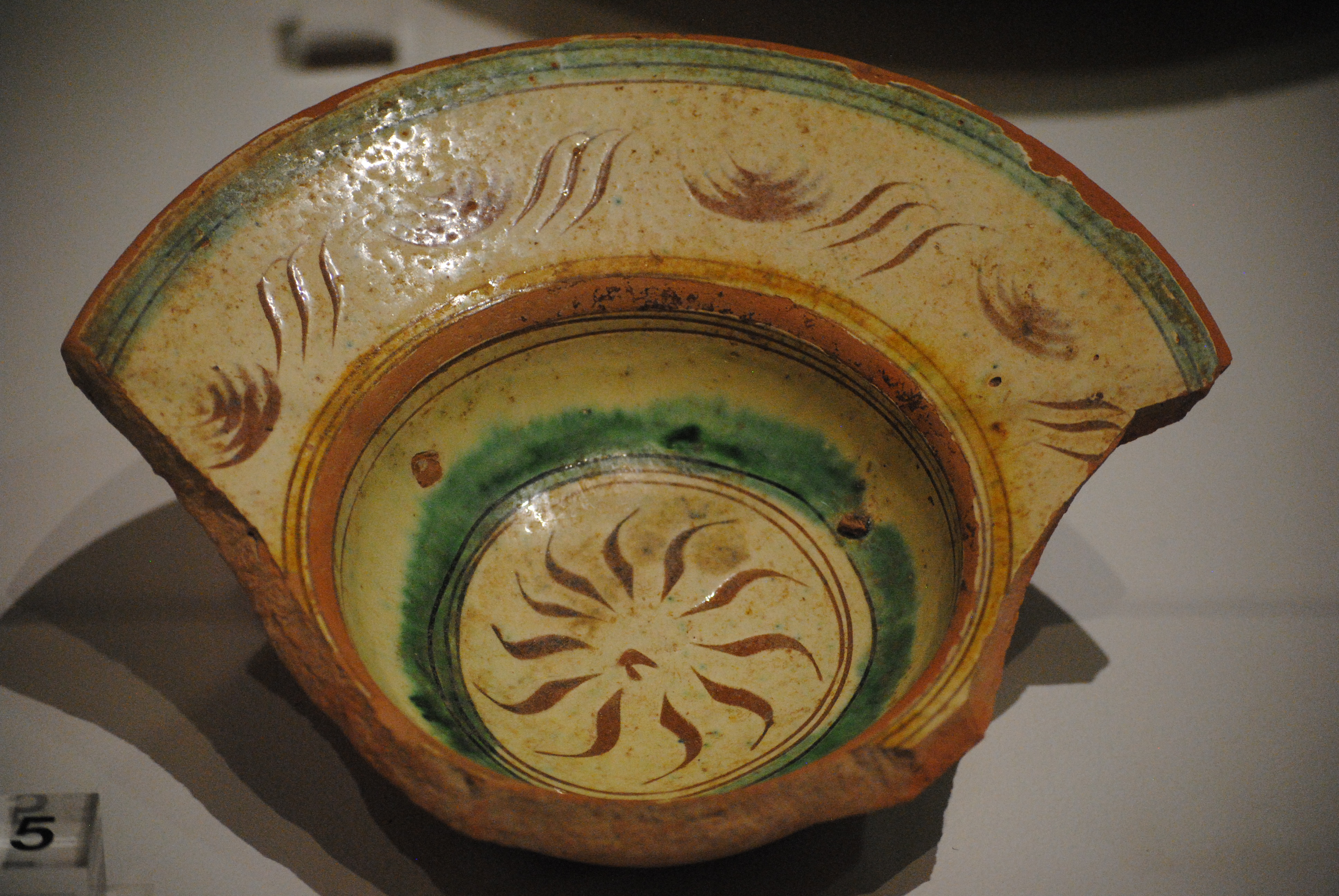
Scodella ingobbiata e graffita a stecca, (1560 - 1590).

#### Recipienti aperti privi di tesa (ciotole, catini, piatti)
- A questo gruppo appartengono recipienti molto bassi, quasi piani, che poggiano su un piede a disco[50].
- I recipienti di questo gruppo hanno una calotta quasi emisferica come caratteristica fondamentale[51].
- I recipienti più arcaici di questo gruppo hanno ancora il piede ad anello, mentre quelli più tardi hanno il piede a disco[52].

#### Recipienti aperti con tesa (scodelle)
- I recipienti appartenenti a questo gruppo sono tutti provvisti di piede. La tesa può essere molto breve e la cavità poco profonda. Alcuni recipienti hanno invece la cavità più profonda e piede ad anello basso[53].
- Questi recipienti si differenziano da quelli sopra descritti per avere il piede a disco e le pareti della cavità più curvate soprattutto all’esterno[54].
- Recipienti con varie caratteristiche morfologiche caratterizzati dall'assenza del piede d'appoggio[55].

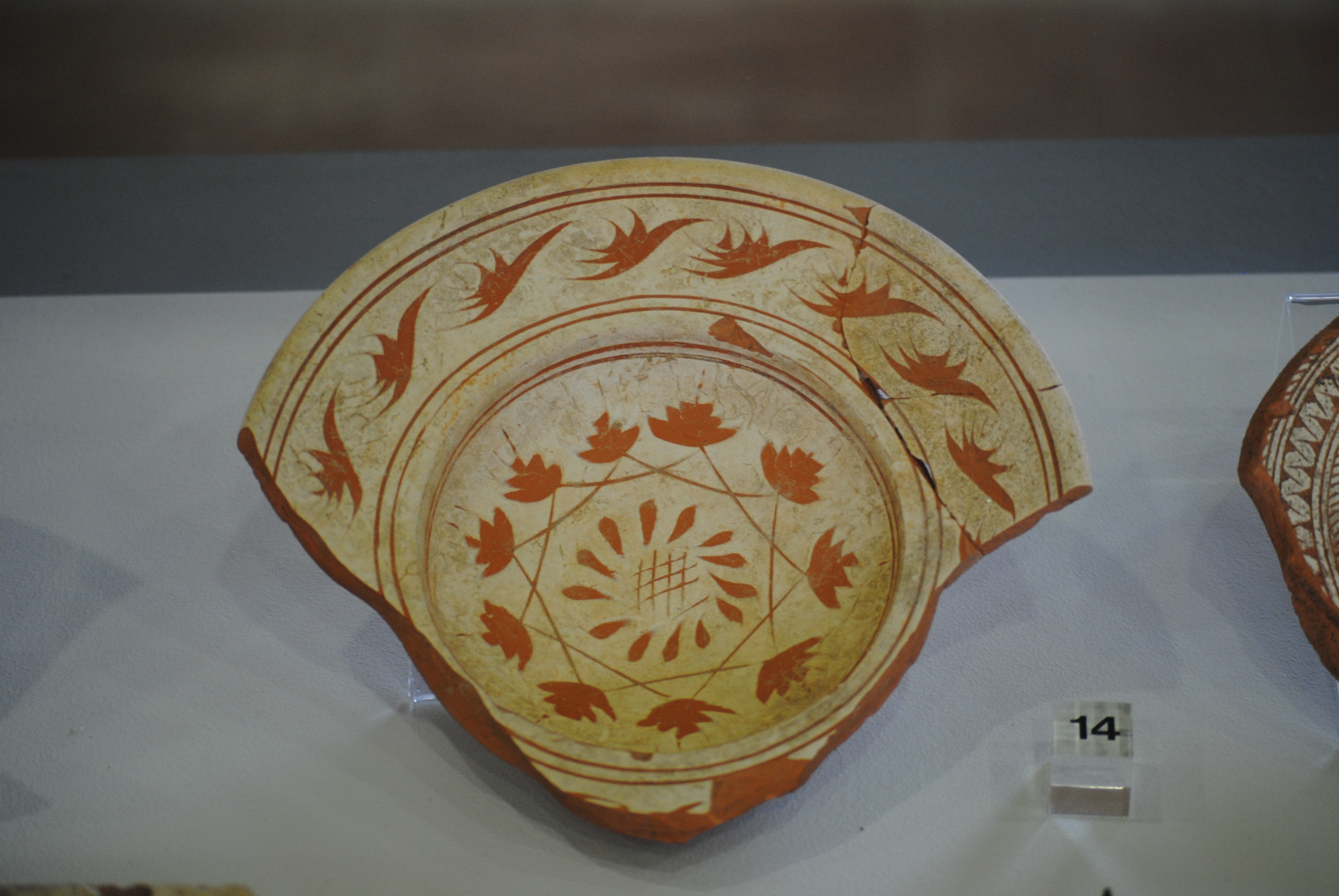
Ciotola ingobbiata e graffita a stecca con graffiture a punta - scarto di fornace (1500 - 1530).

### Le decorazioni tipiche delle ingobbiate e graffite "a stecca"
I decori delle ingobbiate e graffite “a stecca” dipendono anche dalla morfologia del recipiente. In base al tipo di recipiente le decorazioni si possono presentare secondo diversi schemi distributivi: 
1. Il motivo principale è arricchito tramite filettature o fasce secondarie.
2. Il motivo principale viene arricchito da linee solcate che danno origine a filettature.
3. Il motivo principale viene concluso sull’orlo o sulla tesa con una fascia secondaria delimitata da filettature.
4. Il motivo posto al centro del recipiente viene separato dalla fascia secondaria tramite un’area priva di ornamenti.
5. La decorazione principale viene arricchita da due fasce secondarie.

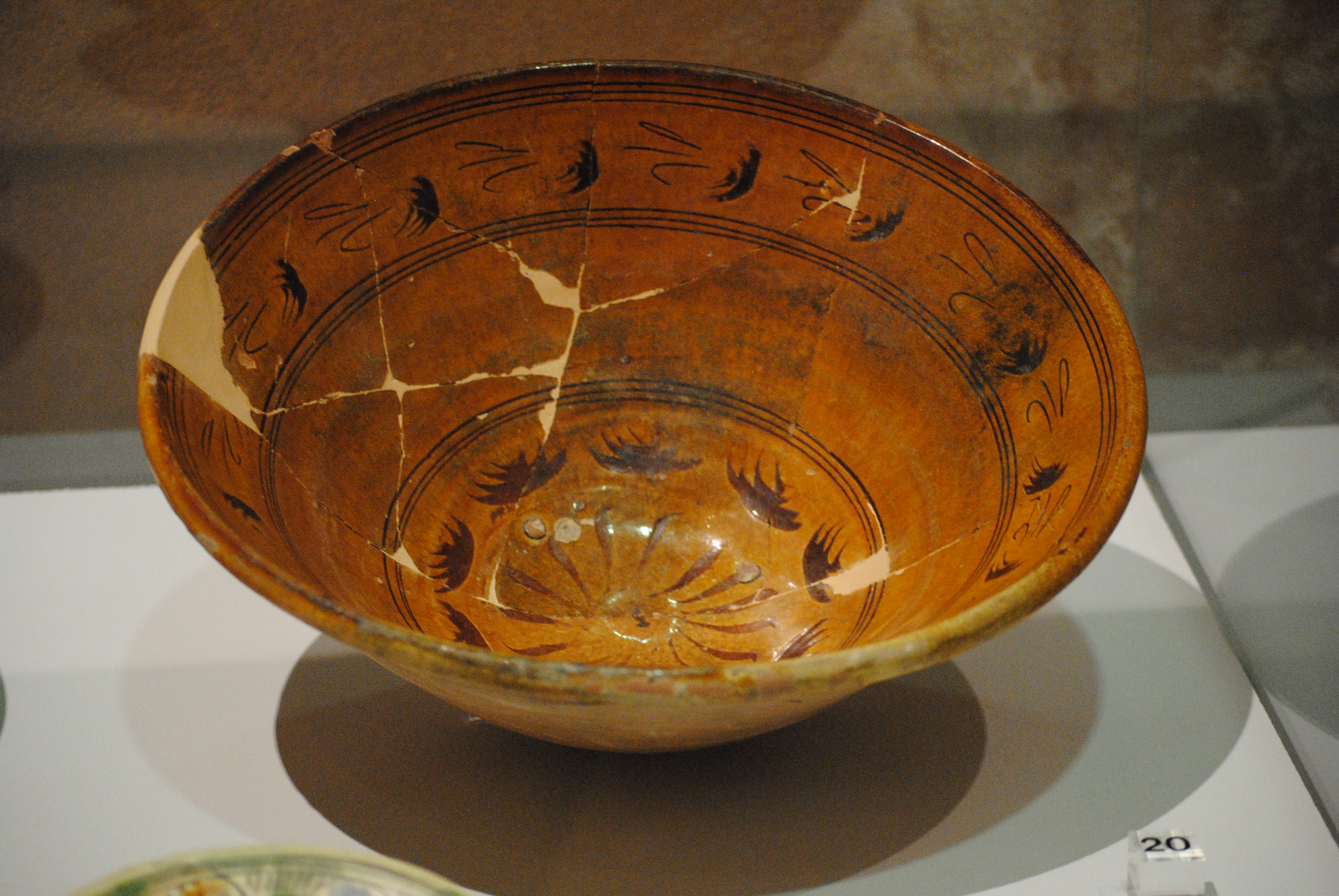
Catino ingobbiato e graffito a stecca, XVI secolo.

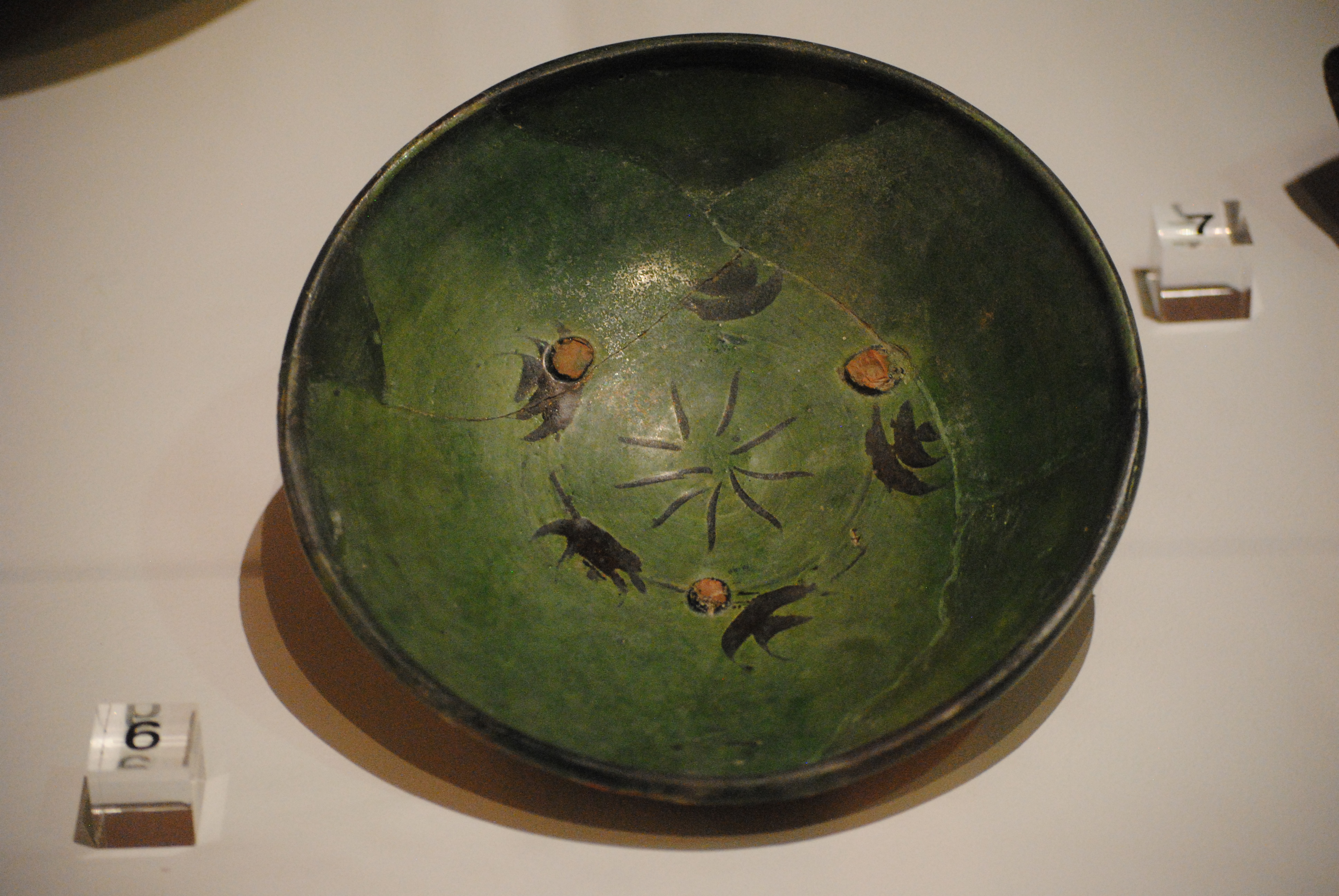
Ciotola ingobbia e graffita a stecca decorata con girandola ed elementi scalari posti al centro del manufatto (fine XVI - inizi XVII secolo).

6. La decorazione principale non è accompagnata da altre decorazioni e interessa solo il centro del cavetto.

#### Motivi principali
Il motivo che caratterizza nel corso del tempo la produzione di graffite "a stecca" è la girandola. Questa può presentarsi secondo diverse varianti: 
- Da un piccolo elemento centrale posto al centro del recipiente si dipartono linee allungate[57].
- Decorazioni dette “a raggiera” nelle quali dei raggi convergono in un punto centrale del recipiente[58].
- Decorazione simile alla precedente dove una raggiera viene inscritta entro una stella formata intersecando quadrati, pentagoni o esagoni[59].
- Tra i raggi della girandola si possono trovare dei piccoli elementi decorativi[60].

Raramente è possibile incontrare nelle graffite "a stecca" motivi che richiamano la natura:
- Decorazione caratterizzata da motivi floreali originati dalla giustapposizione di elementi scalari. I gambi dei fiori sono graffiti “a punta”[61].
- Decorazione con motivi di ispirazione vegetale. Delle figure ovali intersecandosi danno origine ad una sorta di fiore[62].

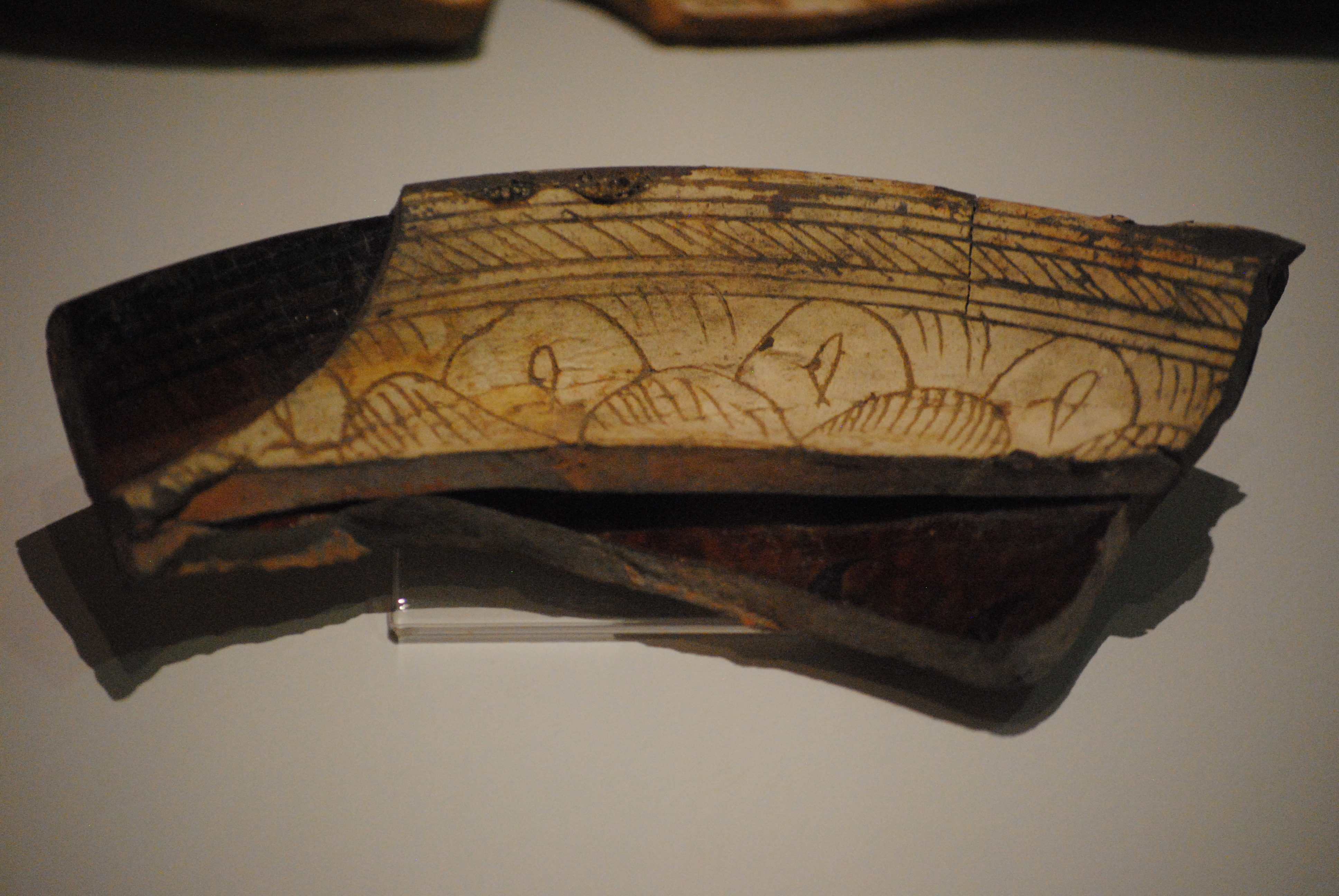
Esemplare ingobbiato (motivo secondario) ancora impilato con un manufatto invetriato.

#### Motivi periferici o sequenze
- Sequenza formata da tratti paralleli organizzati in fasce delimitate da uno o più filetti[63].
- Tratti arcuati tracciati ad angolo che nel modo in cui si dispongono nella fascia possono dare origine ad una sorta di ramo con foglie[64].
- Gli elementi caratteristici di queste sequenze vengono chiamati scalari. Questi sono originati disponendo l’uno all’interno dell’altro, dal più grande al più piccolo, dei semicerchi tracciati con la stecca. Possono essere presenti nei motivi principali come ulteriore ornamentazione. Tra gli elementi scalari possono trovarsi degli elementi alfa[65]. Questi sono tracciati a stecca o a punta e possono essere principalmente costituiti da:

1. Tratti circolari.
2. Una o più linee rette tracciate in orizzontale e arricchite da tratti circolari che possono prendere posizione o ai due lati della linea/linee, oppure sui lati superiore e inferiore.
3. Linea retta obliqua orientata verso destra o sinistra o in verticale.
4. Croce semplice oppure arricchita da elementi circolari posti negli spazi creati dai bracci della croce oppure posti in tutti i settori.
5. Forme a “x” con bracci retti oppure arcuati o raddoppiati.
6. Angoli orientati in varie maniere e possibilmente arricchiti con tratti circolari o tratti retti incuneate nell’angolo. Possono essere abbelliti anche da elementi circolari anch’essi incuneati nell’angolo.
7. Forme di vario genere: “M” rovesciata; serie scalare di barrette oblique tracciate specularmente; tratti sottili a formare una sorta di motivo floreale, tratti a semicerchio disposti in varie maniere oppure forme ad “S”.

## Ceramiche ingobbiate e graffite "a fondo ribassato"

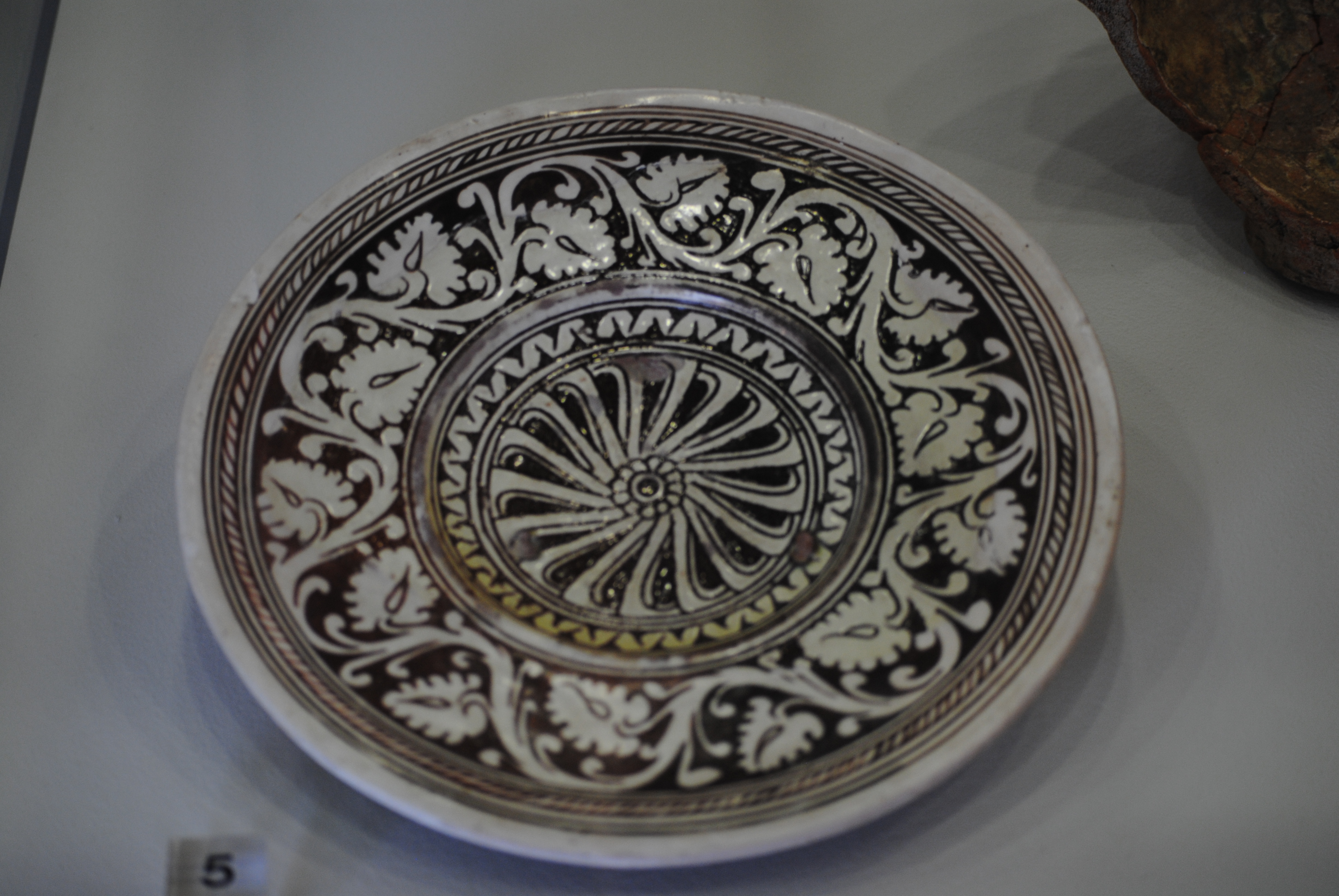
Piatto ingobbiato e graffito a fondo ribassato (scarto di cottura, seconda metà XVI secolo).

Le ingobbiate e graffite a fondo ribassato, sono state probabilmente prodotte a Pisa a partire dal primo trentennio del XVI secolo.
Sembrerebbe che i vasai pisani nelle prime produzioni di questa categoria usarono motivi ripresi dalle ceramiche graffite “a punta” e “a stecca” unendoli a decori imitati dalle maioliche del secolo precedente. Nel Cinquecento tale classe assunse forme e decorazioni proprie e venne ancora fabbricata nelle fasi successive fino a tutto il XVII secolo.
In alcuni casi coesistono sullo stesso recipiente sia decorazioni “a fondo ribassato” che “a punta”.

### Gli aspetti morfologici delle ingobbiate e graffite "a fondo ribassato" del XVI secolo

#### Le forme aperte
Del primo trentennio del 1500, sono state ritrovate scodelle prive di piede provviste di tesa di varia fattura.
Alla terza fase (1530 - 1560 circa) appartengono scodelle della stessa tipologia del primo trentennio fabbricate in diverse dimensioni. Sono stati ritrovati inoltre dei piatti che hanno l'orlo arrotondato e orizzontale con probabile piede a disco.
Nella quarta fase (1560 - 1590 circa) sono state ritrovate poche ceramiche appartenenti a questa categoria. Si tratta di piatti morfologicamente simili a quelli delle fasi precedenti, con differenze nella cavità che tende ad allargarsi e ad essere più profonda. Il fondo dei recipienti si ipotizza essere stato a disco.

### Le decorazioni tipiche delle ingobbiate e graffite "a fondo ribassato" del XVI secolo

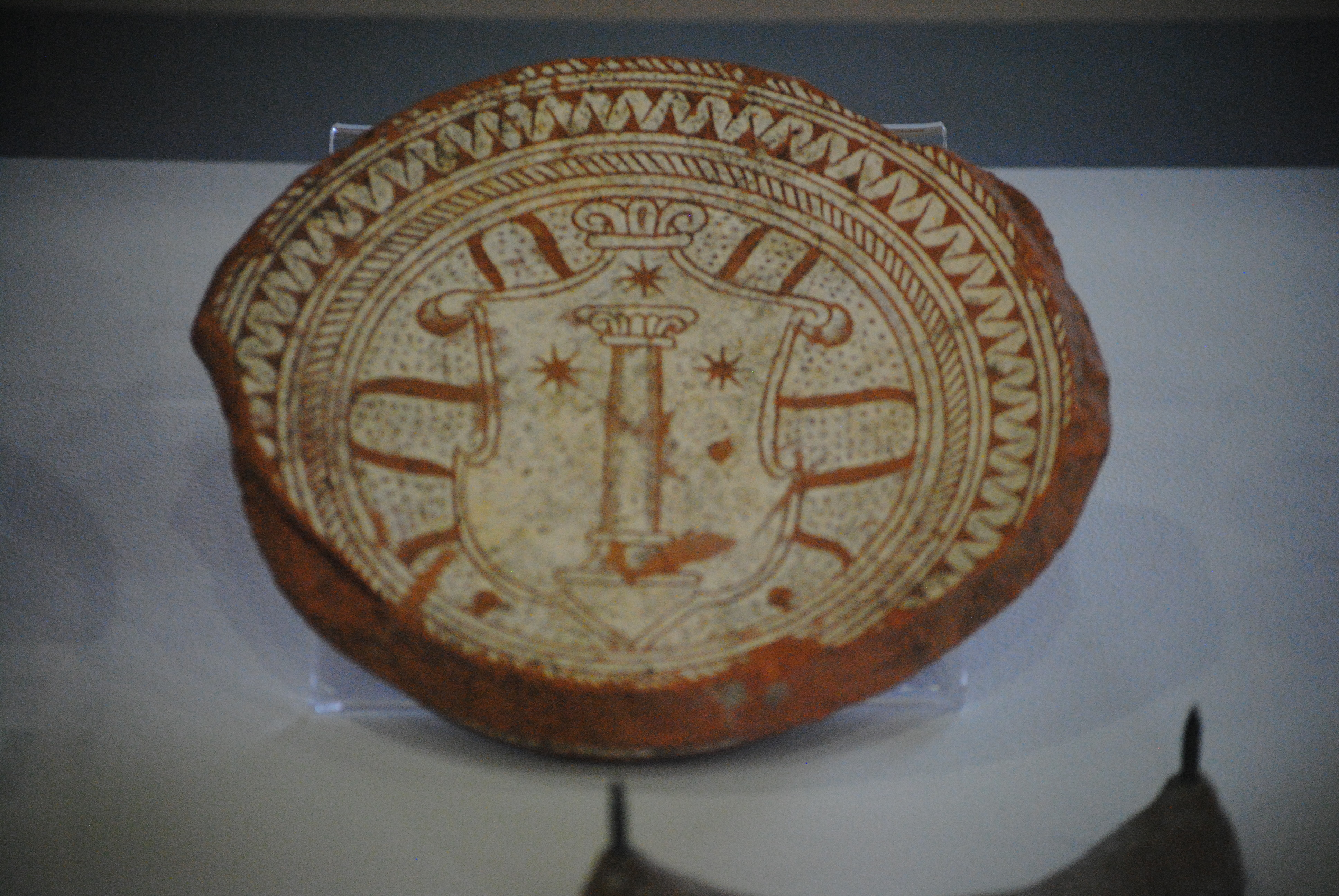
Fondo di un recipiente ingobbiato e decorato a fondo ribassato con motivo araldico.

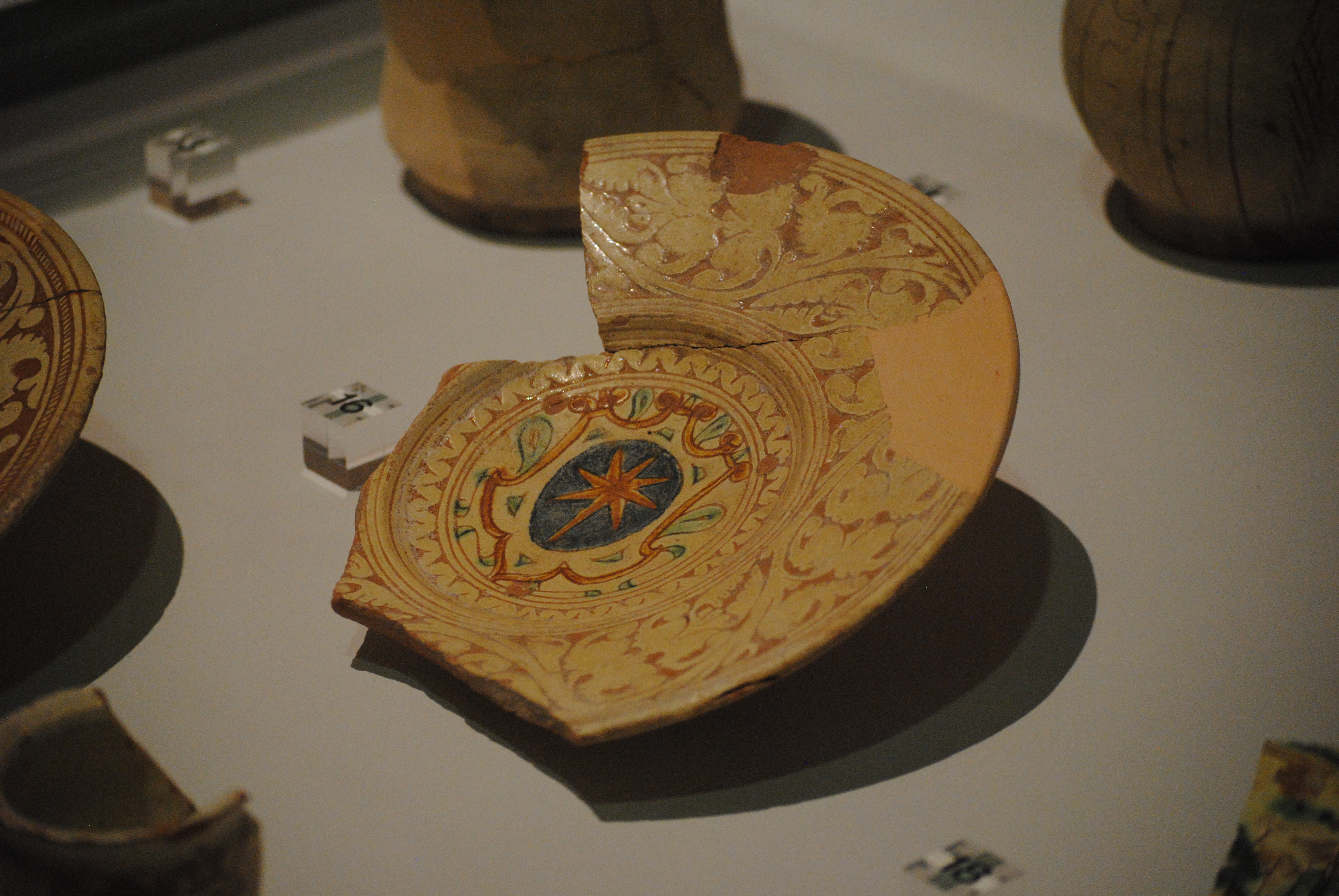
Scodella ingobbiata e graffita a fondo ribassato, 1560 - 1590.

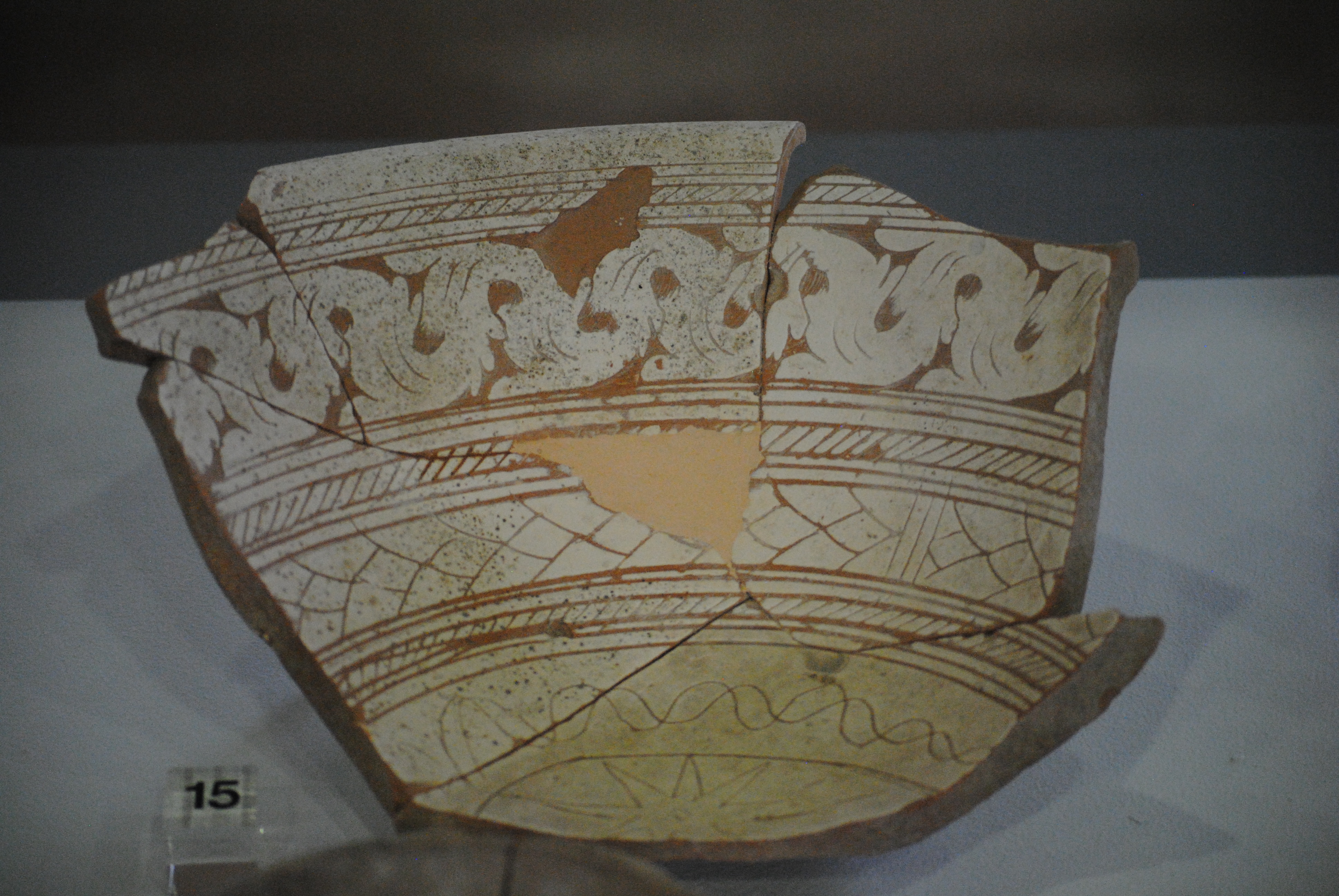
Catino ingobbiato e graffito a fondo ribassato sulla fascia e a punta nel cavetto.

#### Motivi principali delle forme aperte
Nel primo trentennio del 1500 i motivi sembrano in fase di sperimentazione. Purtroppo, a causa del cattivo stato di conservazione i repertori decorativi di questo periodo non sono identificabili.
Del secondo periodo (1530 - 1560 circa) sono state trovate ceramiche decorate con delle girandole prodotte in diverse versioni. Ad esempio, le braccia ricurve si incontrano al centro del recipiente in un cerchio, in un fiore o in una circonferenza campita con un graticcio. Le braccia inoltre possono essere singole, doppie con l’estremità ricurve oppure perpendicolari, semplici o con l’aggiunta di apici. Esistono casi di decorazione con motivi araldici.

#### Motivi periferici o sequenze
I motivi secondari delle graffite a fondo ribassato ricordano negli archi a fiori a tre petali le decorazioni delle coeve maioliche policrome montelupine con decoro a foglia di prezzemolo. Un altro esempio di sequenza laterale è quella cosiddetta “a perla infilzata”.
Tra i motivi secondari del secondo periodo troviamo delle sequenze poste sotto l’orlo di piatti che sono racchiuse in alto e in basso in fasce con tratti obliqui posti verso destra o sinistra e realizzati “a punta”. Altri motivi secondari sono: il nastro spezzato, i festoni, il tralcio frondoso e i tralci vegetali a foglia allungata o a pinza di gambero.
In altre sequenze troviamo motivi già presenti nelle coeve ceramiche ingobbiate e graffite “a punta”. Si tratta nella maggior parte dei casi di barrette oblique entro due o più linee parallele; trecce o corde che possono avere lunghezza variabile; quadrifogli e sequenza di onde con apici.

## Principali contesti di ritrovamento delle ceramiche ingobbiate e graffite di produzione pisana

### A Pisa
- Ex convento delle Benedettine: a sud dell’Arno sorge, presso il Lungarno Sidney Sonnino, quello che un tempo era il convento delle monache Benedettine. La storia di tale complesso appare oggi abbastanza travagliata. Le prime notizie sull’ordine monastico risalgono al 1282. Al 1393 risale la costruzione della chiesa di San Benedetto. Nel XV secolo le Benedettine vivevano una situazione economica molto agiata in quanto le doti delle novizie e i lasciti testamentari portavano alle casse del convento ingenti somme di denaro. Nel 1643 si ha notizia di un importante restauro della chiesa. Nel XIX secolo, a causa della legge napoleonica che sopprimeva le istituzioni religiose, le monache dovettero abbandonare il loro monastero rifugiandosi in quello di San Silvestro dove alloggiarono fino al 1814. Le monache, tornate nel loro convento dovettero nuovamente lasciarlo nel 1866 quando, dopo l’annessione della Toscana al Regno d’Italia, gli Ordini Monastici subirono pesanti confische e soppressioni. Dal 1912 l’ex convento fu adibito prima a dormitorio pubblico, poi fu sede di vari uffici, ad esempio fu usato come caserma dell’Arma dei Carabinieri. In seguito fu destinato ad ospitare varie botteghe e magazzini. Solo nel 1940 il complesso di edifici tornò tra le proprietà delle monache ma queste nel 1956 decisero di mettere in vendita l’intero stabile. Nel 1973 fu venduto alla Cassa di Risparmio di Pisa che dopo la sua acquisizione, nel 1975, fece partire una campagna di recupero e di restauro. Durante i lavori, fu effettuato un importante scasso nel loggiato che restituì la discarica di una fornace. Questa risaliva sicuramente ad un’unica fabbrica, e si formò probabilmente nella prima metà del XVI secolo[76]. Tra i frammenti di ceramiche rinvenuti in questo scavo, si poterono identificare molti pezzi di maiolica arcaica, di ingobbiate e graffite (“a stecca” e “a punta”) e numerosi pezzi di distanziatori (“zampe di gallo”) usati per seprarare i manufatti durante la cottura[77].
- Lungarno Simonelli: sotto la pavimentazione di un edificio in Lungarno Simonelli, situato a sud del fiume Arno, vennero ritrovati numerosi scarti di fornace. La notizia venne pubblicata nel 1982 in un articolo redatto da Ezio Tongiorgi. Inizialmente lo studioso avanzò l’ipotesi secondo la quale il fabbricato venne costruito sopra uno scarico di una vecchia fornace. In questa zona che è prossima al quartiere di San Paolo a Ripa d’Arno e a quello di San Giovanni al Gatano, stando a quanto emerso dal ritrovamento di diverse fonti scritte, sorgevano numerose botteghe ceramiche già a partire dal XIV secolo fino al XVI[78]. Più tardi si pensò invece che gli scarti qui ritrovati furono trasportati da altri siti di scarico e usati in epoca post medievale per isolare il piano terra del fabbricato dall’umidità[76][79][N 12].
- Piazza Solferino: tra la Piazza Solferino e il Lungarno Pacinotti, dove ora sorge un palazzo moderno, furono rinvenuti scarti di fornace che comprendevano ceramiche ingobbiate e graffite “a punta” policrome e “a stecca”[76][80][N 13].
- Palazzo Vitelli: tra gli anni Settanta e Ottanta del secolo scorso furono eseguiti dei lavori presso il cortile interno del Palazzo Vitelli, situato in Lungarno Pacinotti, sulla sponda nord del fiume Arno, oggi locali amministrativi dell’Università di Pisa[81]. Anche in questo caso secondo Graziella Berti gli scarti di ceramica, prelevati da altri scarichi, furono usati per isolare i locali dall’umidità. Le ingobbiate e graffite sono riferibili a fine XVI-primo quarto XVII secolo[76][82].
- Via Nicola Pisano: tra il 1960 e il 1965 sono stati trovati materiali di una discarica di fornace in via Nicola Pisano, nella zona antistante l’ingresso degli ex-Macelli, nella sponda nord del fiume Arno. La fabbrica in questione produsse sicuramente ceramiche “graffite policrome”[76][83].
- Villa Quercioli: tra il 28 febbraio e il 18 marzo del 2011 è stato eseguito uno scavo nel cantiere di villa Quercioli che ha portato alla luce diversi tipi di ceramiche di produzione pisana e non solo[N 14]. Villa Quercioli sorge nell’area di Largo del Parlascio, già nel tessuto urbano dell’antica città romana. Basti pensare ai resti delle terme romane ancora visibili, conosciute come Bagni di Nerone[N 15]. La villa è chiusa sul lato nord dall’antica cinta muraria che fu edificata tra il 1154 e il 1161[84]. Altri lavori urbani interessarono l’area quando fu aperta la Porta del Parlascio nelle mura cittadine. Questa venne ampliata e fortificata nel XIV secolo e XV secolo, e rimase in uso fino a tutto il XVI secolo, quando venne sostituita dall'adiacente Porta a Lucca[85][N 16]. In quel periodo l’area dove sorge Villa Quercioli era aperta e priva di costruzioni almeno fino a tutto il Cinquecento, adibita a scarico di macerie e materiali di scarto[86]. Tra il 1542 e il 1544 l’area di Villa Quercioli venne ancora interessata da lavori quando[87] la Porta del Parlascio venne chiusa e sostituita dall’omonimo bastione[88] e l’apertura della nuova Porta a Lucca[89]. Gli interventi produssero sicuramente molti scarti di lavorazioni che, scaricati nelle immediate vicinanze, alzarono di molto il terreno. La zona non ha subito grossi cambiamenti per tutto il Seicento e Settecento. Solo verso la metà circa dell’Ottocento, nel clima di ammodernamento postunitario venne riorganizzato lo spazio che va dalla Piazza dei Miracoli a Largo del Parlascio, di cui la testimonianza più evidente è la costruzione di via Torelli, oggi via Cardinale Maffi. L’ampia strada fu ricavata nel 1864 sfruttando la superficie occupata dagli orti che crescevano dalla Piazza a Porta a Lucca. Con l’apertura della nuova viabilità, nell’area adiacente alle mura medievali cominciarono ad essere alzati nuovi fabbricati abitativi. L’area dove sorge oggi la villa era occupata da un orto[N 17].
- Via Sant’Apollonia: nel 2002 è stato eseguito uno scavo in via Sant'Apollonia, situata nel centro cittadino in prossimità di Piazza dei Cavalieri[90]. In esso sono state rinvenute diverse tipologie di ceramiche di produzione pisana, che vanno dalla maiolica arcaica monocroma tarda, a tutte e tre le tipologie di ingobbiate e graffite (a stecca, a punta, a fondo ribassato). Non mancano comunque attestazioni riguardo a scarti di ingobbiate monocrome e marmorizzate (risalenti agli anni finali del XVI secolo). Sull'area di scavo sorge una chiesa che in età medievale era conosciuta come San Pietro a Ischia ma successivamente, nel XVII secolo, in seguito al ritrovamento sotto l'altare maggiore di una reliquia di Sant'Apollonia cambiò il nome nell'odierno[91]. Gli scarti di fornace qui rinvenuti hanno portato gli studiosi ad ipotizzare che in quest'area lavorava un'antica officina ceramica. A confermare questa supposizione ci sono alcune fonti scritte che attestano vasai appartenenti alla cappella di San Pietro a Ischia dalla seconda metà del XV fino a tutto il XVI secolo[92].
- Via della Sapienza: sulla sponda nord del fiume Arno, all’interno di una casa torre in via della Sapienza, sita in un’area tra le più densamente popolate nel XVI secolo, è stata ritrovata in occasione di due campagne di scavo un’antica fornace appartenuta per diverse generazioni, stando a quanto suggerisce la documentazione archivistica, alla famiglia Bitozzi. La tipologia di ceramica più attestata è quella ingobbiata e graffita “a punta”, vengono poi la graffita “a stecca” e “a fondo ribassato”. Tra le ceramiche portate alla luce sono presenti anche le marmorizzate e scarti di prima e seconda cottura di ingobbiate monocrome e invetriate “slip ware” per cucinare[93].
- Piazza Dante: in Piazza Dante sono state rinvenute diverse ingobbiate e graffite appartenenti a tutte e tre le classi, la cui produzione si colloca tra la metà del XV secolo e la metà del XVII secolo[94].
- Convento di Sant'Anna: presso il convento di S. Anna, intorno al 1669, sono state rinvenuti numerosi manufatti ceramici, dei quali quasi metà sono ceramiche da mensa ingobbiate[95].

### In Toscana
- Nel contado Pisano
  - Calci: presso la Certosa di Calci sono stati conservati alcuni esemplari di ceramiche ingobbiate[N 18]. Si tratta di un insieme di recipienti in uso probabilmente presso una comunità religiosa. A suggerire questa ipotesi è la presenza di segni di proprietà, incisi sotto alcuni pezzi che riportano le lettere maiuscole S. P.. Probabilmente questo servizio da mensa è stato realizzato su commissione. Il corredo ceramico è riferibile agli ultimi decenni del XVI - inizio del XVII secolo[96].
  - Ripafratta.
  - Vecchiano.
  - Castelfranco di Sotto.
  - Volterra[97].
- Lucca: nella città sono state rinvenute ingobbiate pisane nella chiesa rinascimentale di S. Giustina, nel Palazzo Arnolfini, a Palazzo Lippi, al Palazzo Gigli - Piazza San Giusto e in via del Crocifisso. Non mancano ritrovamenti nel contado lucchese, come in Garfagnana, nel castello di Gorfigliano (Minucciano)[98].
- Pietrasanta: nell’ex Convento di Sant’Agostino di Pietrasanta che sorge ai piedi dell’antica Rocca di Sala, intorno al 1970, sono state rinvenuti scarti d’uso di varie classi e provenienza usate in passato come accorgimenti architettonici. Furono posti entro le volte per alleggerirne il peso e sotto i pavimenti del pianterreno e del primo piano per isolarli dall’umidità[99].
- Provincia di Massa - Carrara: sono stati trovati esemplari di produzione pisana al Castello Aghinolfi (Montignoso) e a Filattiera, località della Lunigiana[100].

### In altre regioni d’Italia
- Lazio: a Roma, nel giardino del conservatorio di Santa Caterina della Rosa sono stati recuperate ceramiche graffite pisane, “a fondo ribassato” ma anche “a stecca”[101].
- Liguria: a Genova, in via San Vincenzo, sono state trovate un buon numero di graffite “a stecca” e la presenza di queste ceramiche è pressoché costante in tutti gli scavi del tessuto urbano. Ancora, importazioni da Pisa sono documentate nei registri della “Gabella dei Carati” dell’Archivio di Stato di Genova, soprattutto negli anni finali del XVI secolo ma anche agli inizi del XVII secolo. La presenza di ceramiche ingobbiate e graffite di produzione pisana è documentata anche nella parte centro - orientale della Liguria, ad esempio a Sarzana. Sulla zona costiera sono state recuperate a S. Fruttuoso di Camogli, a Rapallo, a Chiavari, a Lavagna, a Levanto. Si segnalano i rinvenimenti in Valle Stura e nella Liguria occidentale le ceramiche pisane sono state importate ad Albisola e Savona[102].
- Sardegna: sono state trovate ingobbiate e graffite a stecca di produzione pisana a Sassari, Nuoro e Posada[103].

### In altre regioni del Mediterraneo
- Corsica: a Bonifacio furono importate ceramiche graffite “a stecca” di produzione pisana intorno alla metà del XV secolo[104]. Testimonianze di importazioni pisane nell’isola provengono da alcuni relitti. Uno è quello della Rondinara[105], che prende il nome dalla località di ritrovamento. Si tratta di una nave commerciale affondata che trasportava nella parte centrale della stiva numerosi recipienti aperti da mensa, tra i quali sono stati riconosciuti un piccolo insieme di marmorizzate, graffite policrome e monocrome tarde di produzione pisana decorate “a stecca”. Un altro è il relitto di Revellata[106] del quale non sono stati trovati i resti dell’imbarcazione ma è stato rinvenuto il carico sul fondale che comprendeva molto vasellame. Nell’insieme compaiono anche prodotti della fine del XVI o dei primi decenni del XVII secolo graffiti “a stecca” di produzione pisana. Un terzo insieme di recipienti ingobbiati e graffiti è stato trovato nel porto turistico di Calvi[107].
- Francia Meridionale: a Marsiglia sono state rinvenute ceramiche pisane graffite a stecca riferibili all’inizio del XVI secolo[108]. Inoltre, in prossimità della costa sono stati trovati dei carichi di una decina di imbarcazioni naufragate, questi comprendevano pochi casi di recipienti decorati “a stecca” di produzione pisana[109]. A Narbonne nei secoli XV - XVII sono state importate numerose ceramiche italiane, tra le quali compaiono ingobbiate di produzione pisana[110]. Anche la ricerca archivistica ha portato alla luce testimonianze di ingenti importazioni di ceramica pisana. Ad esempio in documenti risalenti alla fine del XV, del XVI e del XVII secolo sono menzionate importazioni di ceramiche savonesi, genovesi e pisane[111].

## Galleria d'immagini

Ceramiche ingobbiate e graffite
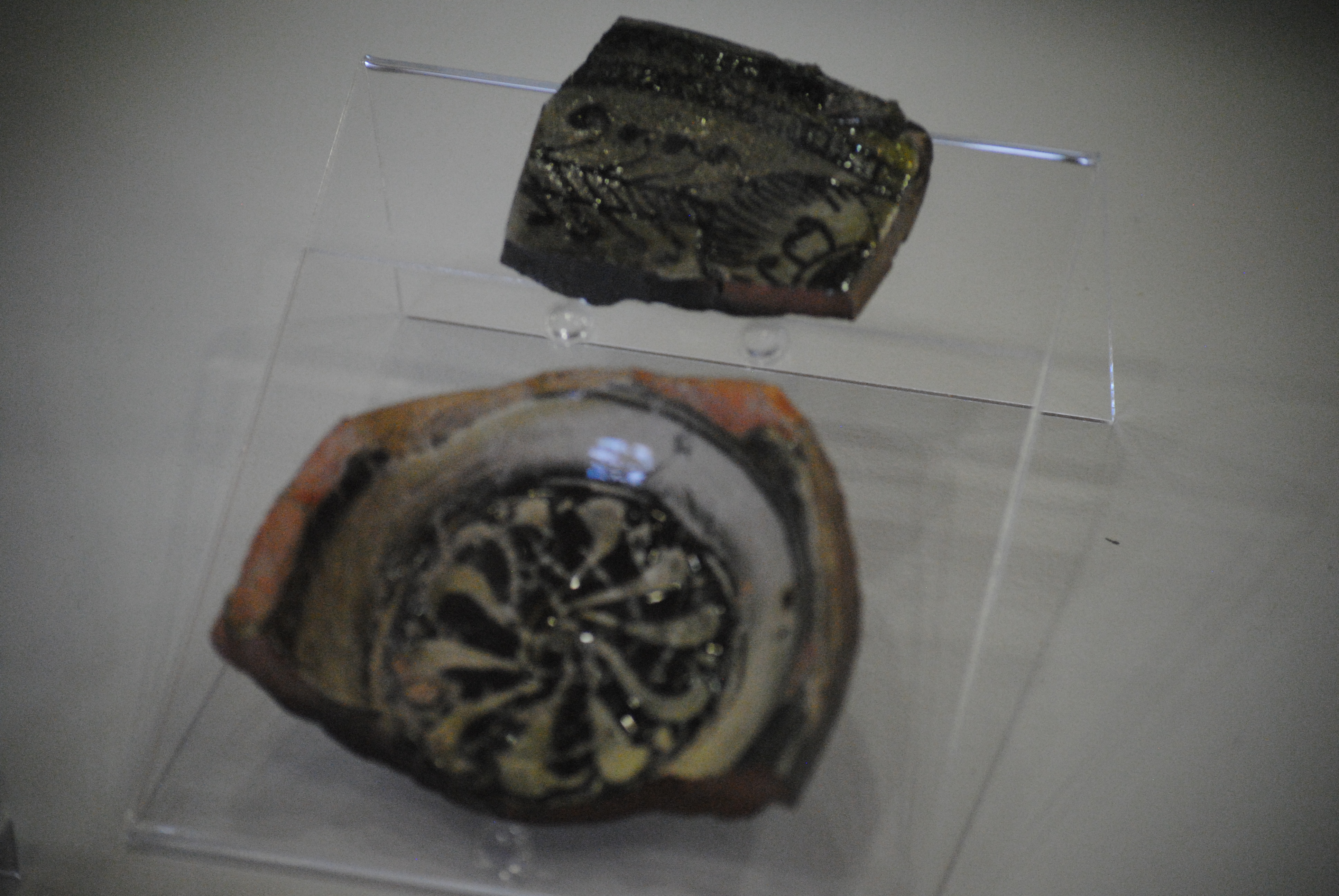
Scodella ingobbiata e graffita a fondo ribassato e tesa decorata con la perla infilzata(scarto di seconda cottura - 1530, 1560)
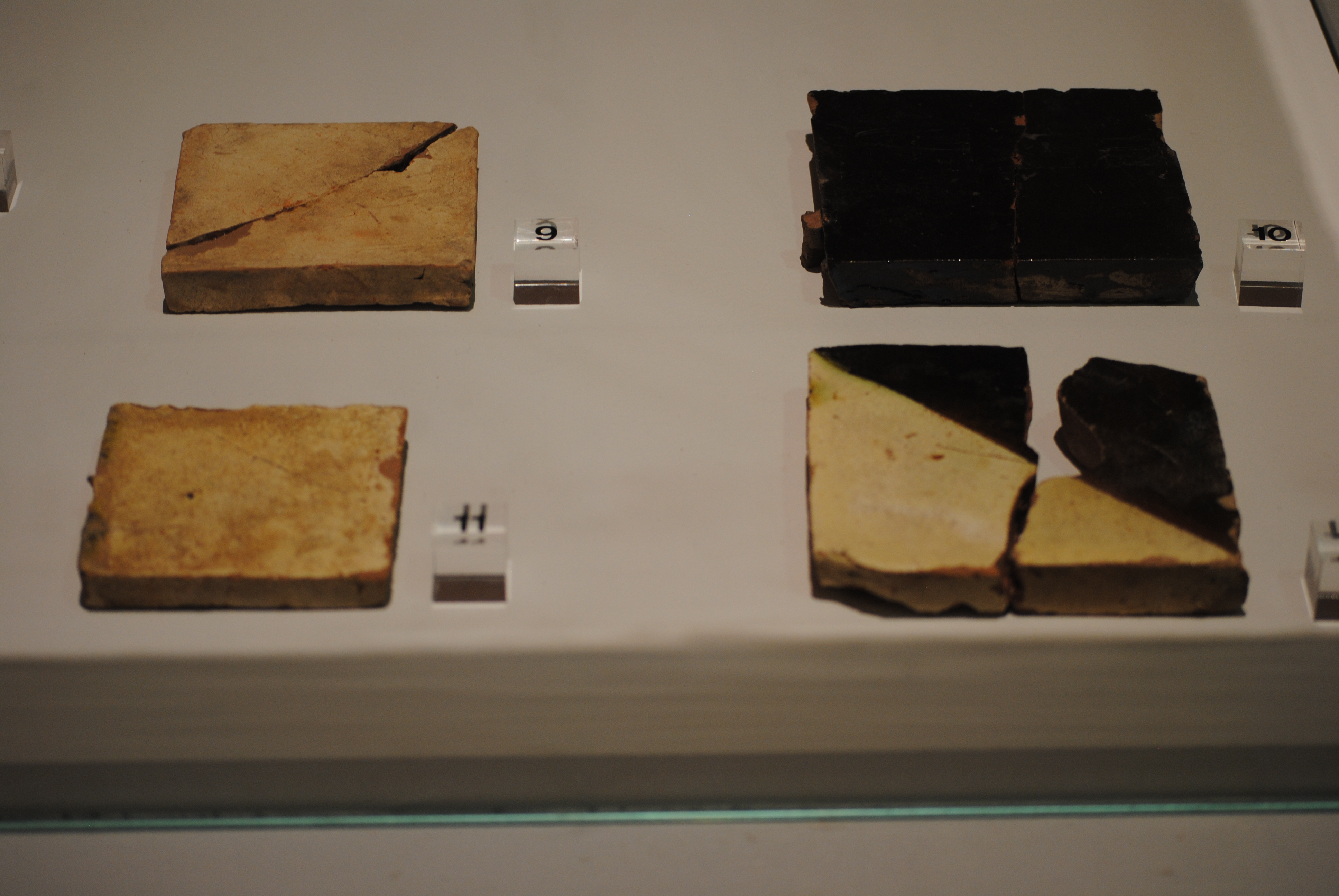
Mattonelle ingobbiate e invetriaste monocrome (scarti di prima e seconda cottura - XVII secolo).
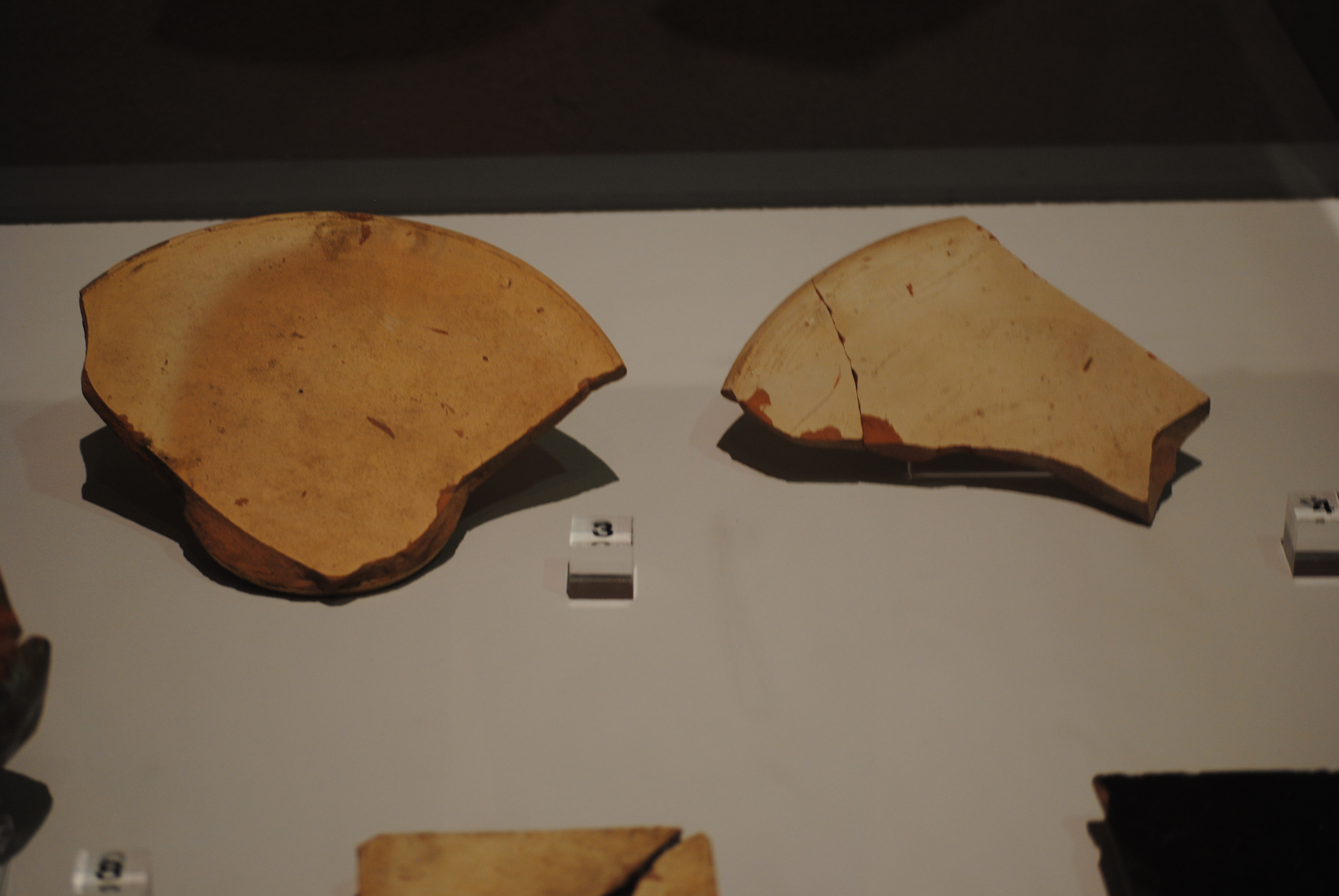
Piatti ingobbiati monocromi (scarti di prima cottura - XVII secolo).
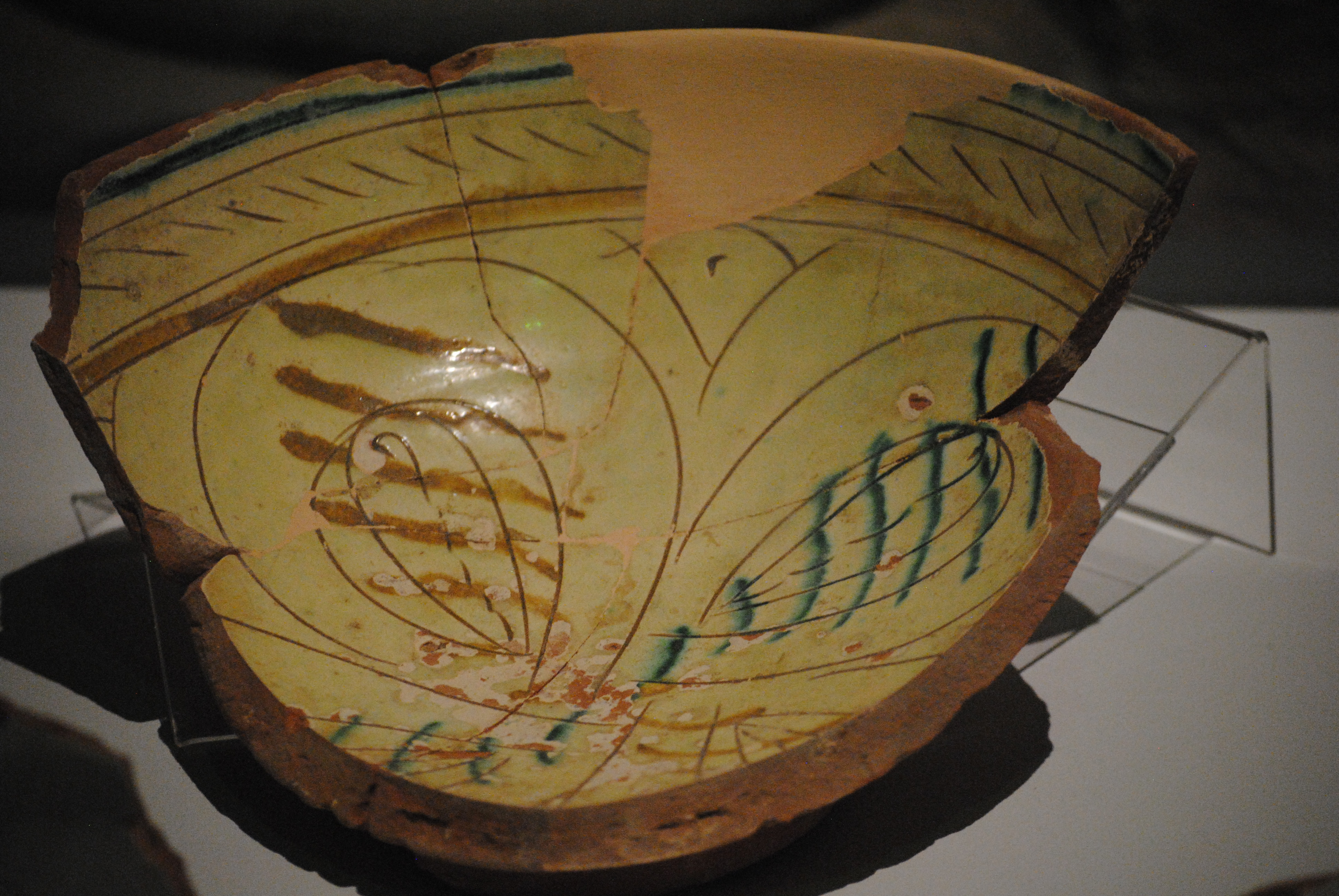
Catino ingobbiato e graffito a punta (scarto di prima cottura, 1500 - 1530).
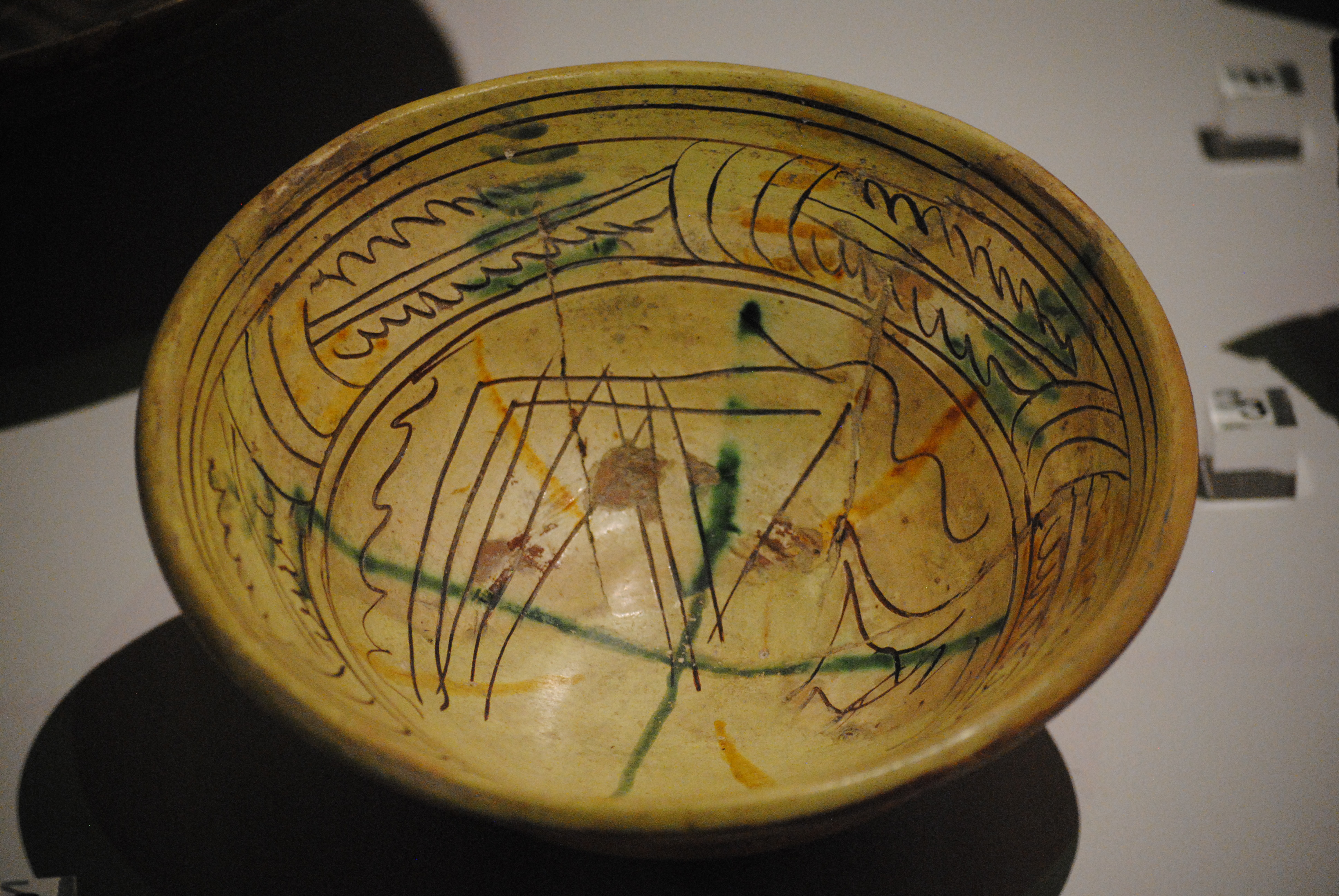
Catino ingobbiato e graffito a punta, XVI secolo.
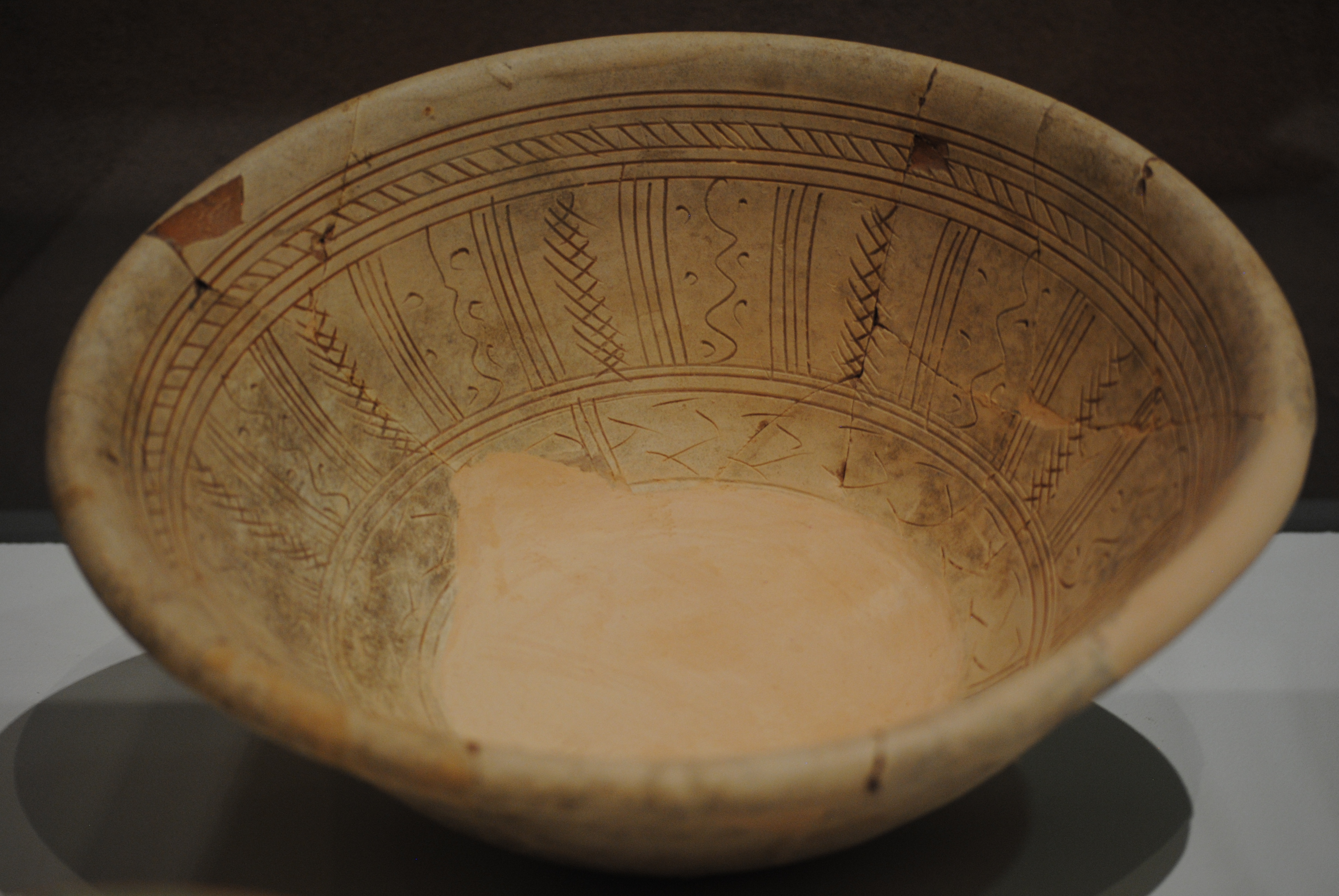
Catino ingobbiato e graffito a punta (scarto di prima cottura - XVII secolo).

### Esplicative
1. ↑  (Vedi Alberti - Giorgio 2013, p. 14) Questa ipotesi è stata suggerita da Graziella Berti già nel 1994 (Berti 1994) e poi portata avanti da Trombetta nel 2009 (Trombetta 2009, p. 7).
2. ↑  Per le ceramiche ingobbiate e graffite rinvenute a Lucca e per la presenza di ceramisti padani in città tra il Quattrocento e il Cinquecento vedi Ciampoltrini 2013. Documenti d’archivio attestano l’avvio di alcune società tra stovigliai delle due città agli inizi del ‘400, si rimanda a Moore Valeri 2004, p. 96; Tongiorgi 1979, pp. 27, 29, 60, 98, 132.
3. ↑  Come dimostra la Dottoressa Daniela Stiaffini, i termini “bianco” e “terre bianche” venivano usati proprio per indicare l’ingobbio, vedi Stiaffini 2002).
4. ↑  Ad esempio nello scavo di Villa Quercioli, condotto tra febbraio e marzo 2011, il recupero della stratigrafia che comprende il 1470 e il 1590 circa, ha restituito maioliche arcaiche tarde (soprattutto monocrome bianche) e prime ingobbiate e graffite “a punta”. Non sono stati trovati frammenti di ingobbiate e graffite “a stecca” nei depositi anteriori al 1500.
5. ↑  Si conoscono nella prima metà del XV secolo delle corporazioni create tra maestri vasai pisani. Un primo tentativo di organizzazione venne fatto nel 1419, con la stesura di un contratto tra gli affiliati che però non andò in porto. Pochi anni più tardi, nel 1421, venne invece firmato un accordo da nove vasai, nel quale si fissarono alcune clausole che interessavano vari aspetti della produzione e del commercio di vasellame. Si sa che più tardi, nel 1427-28, si formò un’altra importante compagnia di tre vasai di cui uno era già firmatario del contratto del 1421 (vedi Berti 2005, pp. 110–115).
6. ↑  Infatti, nella stratigrafia precedente al 1500 di Villa Quercioli e di altri siti di scavo, sono state trovate solo maioliche arcaiche tarde (monocrome), e ingobbiate e graffite “a punta”.
Tra il 1500 e il 1530 circa, appare per la prima volta la classe delle ingobbiate e graffite “a stecca”. L’ultimo periodo che va dal 1560 a 1590 circa, vede protagonista la graffita “a stecca”, subito seguita dalla tipologia “a punta”. Sono presenti ancora maioliche arcaiche monocrome bianche (pochissimi esemplari) che probabilmente smetteranno di essere prodotte in questi anni.
7. ↑  La produzione di maiolica arcaica dopo aver tentato di dare nuova linfa ai repertori decorativi con la policromia in giallo e arancione, tende a perdere la decorazione (voltando verso la monocromia) e a limitare il panorama morfologico precedente (vedi Alberti - Giorgio 2013, p. 16).
8. ↑  Il Piccolpasso, chiama questo tipo di argilla “terra bianca” o “ver terra visentina” in quanto a Vicenza in passato veniva cavata argilla di questo tipo. Per quanto riguarda l’argilla usata a Pisa per “ingobbiare” i manufatti, gli studiosi hanno riscontrato l’uso di diverse terre; per considerazioni al riguardo si rimanda a Berti - Capelli - Mannoni 2001a, pp. 12–13; Capelli et al. 2001.
9. ↑  L’applicazione dell’ingobbio poteva avvenire anche per aspersione o per pennellatura, vedi Cuomo Di Caprio 2007, pp. 289–293.
10. ↑  (Vedi Alberti - Giorgio 2013, p. 19)Dopo la riconquista fiorentina Pisa è in ginocchio. L’economia e il numero della popolazione accusa i lunghi anni di assedio e scontri (Mazzei 1991, p. 10). Solo dopo la caduta della Seconda Repubblica si può scorgere un nuovo incremento demografico. La crescita della popolazione consentì una ripresa economica che favorì il mercato cittadino. Pisa tornò tra i maggiori porti della Toscana, tappa obbligata per l’entrata e l’uscita della mercanzia (Fasano - Guarini 1991, p. 17).
11. ↑  Ad esempio, nello scavo di Villa Quercioli, nella stratigrafia che concerne il trentennio 1470 - 1500 (Prima fase) non sono state ritrovate ingobbiate e graffite appartenenti a questa categoria, vedi Alberti - Giorgio 2013, pp. 110–112.
12. ↑  Graziella Berti avanza l’ipotesi che i “piani fortemente inclinati” di cui parlava Ezio Tongiorgi, fossero dovuti alla caduta degli sterri da «carichi di carri (“barocci”), scaricati nel sito in momenti successivi». Da tempo è assodato che nella sponda sud del fiume Arno sorgevano numerose botteghe che scaricavano in zone limitrofe gli scarti di produzione.
13. ↑  Ezio Tongiorgi da indicazioni riguardo al ritrovamento di una discarica «di grandi dimensioni» con «accumuli di scarti di fornace» in Piazza Solferino. Graziella Berti propone ancora una volta l’ipotesi secondo la quale i cumuli di scarti di fornace ivi ritrovati, furono prelevati da qualche altra discarica e posizionati in quel punto affinché isolasse dall’umidità il pianterreno di un vecchio fabbricato. L’argomento è anche trattato in Berti 1994, pp. 356, 363-372.
14. ↑  Infatti tra i frammenti rinvenuti figurano parecchie ceramiche di produzione montelupina, si veda lo studio di Alberti e Giorgio 2013, paragrafo dedicato allo scavo in questione).
15. ↑  La denominazione “Bagni di Nerone” risale almeno al XIII secolo e nasce da una tradizione legata al martire pisano San Torpè, ex cortigiano di Nerone poi convertitosi al cristianesimo e decapitato in città (Alberti - Giorgio 2013, p. 47/nota 5; Pasquinucci - Menchelli 1989, p. 31).
16. ↑  Nel 1435 fu costruita una torre davanti alla Porta del Parlascio con ponte levatoio. Questa fortificazione è attribuita al Brunelleschi che dopo la conquista fiorentina, avrebbe demolito la vecchia torre trecentesca per costruirne una nuova con i finanziamenti sottratti ai ribelli pisani (Severini 1999, p. 63; Tolaini 2005, p. 112; Tolaini 2007, p. 98).
17. ↑  La particella catastale n. 329 parla di un “Orto di 18.042 braccia quadrate di proprietà di Piazzi, avvocato, Tommaso e Gaspare di Giovanni Marco”. ASP, Catasto Storico, Pisa, sezione C, 1872, f. 122. Nel 1872 venne costruita la palazzina con il giardino. Nel 1912 la proprietà viene ceduta ad Enrico Quercioli che poi la lascia in eredità alla figlia Lina nel 1936.
18. ↑  Il materiale è proveniente da un recupero in ambito urbano, poi trasferito al Museo negli anni Settanta del XX secolo.

### Bibliografiche
1. ↑  Alberti - Giorgio 2013; Berti 2005
2. 1 2  Alberti - Giorgio 2013, p. 14.
3. ↑  Tongiorgi 1979, p. 19; Berti 1997, p. 266.
4. ↑  Berti 2005, p. 124.
5. ↑  Berti 2005, pp. 124–125; Tongiorgi 1979, pp. 134–135; Berti - Tongiorgi 1977a, p. 151.
6. ↑  Berti 2005, pp. 121–122; Berti - Tongiorgi 1977a, pp. 150–151.
7. 1 2 3 4  Alberti - Giorgio 2013, p. 15.
8. ↑  Berti 2005.
9. ↑  Giorgio - Trombetta 2011.
10. ↑  Vedi in dettaglio Alberti - Giorgio 2013, pp. 47–143.
11. ↑  Giorgio - Tombetta 2011, pp. 231–235.
12. ↑  Alberti - Giorgio 2013, p. 96, Tav. 8. I reperti sono stati ritrovati durante lo scavo di Villa Quercioli, databili tra il 1500 - 1530 e 1530 - 1560 circa. Per altri scavi vedi Berti 1994.
13. ↑  Berti 2005, pp. 9, 11.
14. ↑  Berti 2005, p. 9; Cuomo Di Caprio 2007, p. 287
15. ↑  Alberti - Giorgio 2013, p. 188-190, Figg. 2, 3.a-b, 4-7, 9; Alberti - Tozzi 1993, pp. 613, 628-632; Moore Valeri 2005, Fig. 13, p. 195; Moore Valeri 2004, Fig. 23, 6, p. 21.
16. ↑  Berti 2005, p. 10; Berti 1993, pp. 197–198; per esempi di strumenti usati per la graffitura vedi Berti - Migliori - Daini, p. 39; Cuomo Di Caprio 2007, pp. 444–446.
17. ↑  Berti 2005, p. 10.
18. ↑  Berti 2005, pp. 10–11. Sono state condotte analisi in Fluorescenza a Raggi X per determinare la composizione delle coperture vetrose, vedi Arias - Berti 1973, pp. 130–132.
19. ↑  Alberti - Giorgio 2013, p. 16. I contesti di scavo interessano vaste zone del centro storico pisano e sono stati editi da M. Giorgio e I. Trombetta (Giorgio 2011a e Giorgio - Trombetta 2011); si riferiscono a quelli di via Toselli (Ducci - Baldassarri - Gattiglia 2009), Piazza Consoli del Mare (Anichini - Gattiglia 2009; Gattiglia - Giorgio 2007), Museo Nazionale di San Matteo (Baldassarri 2007; Baldassarri et al. 2005), Piazza delle Vettovaglie (Alberti - Baldassarri 2004), Palazzo Scotto (Gattiglia - Milanese 2006) e Villa Quercioli (Aalberti - Giorgio 2013, pp. 47–153). Contesti di scavo condotti tra gli anni ‘70 e ‘80 del secolo scorso, quali quelli di Palazzo Vitelli (Garzella - Redi 1980; Redi 1982), Lungarno Simonelli (Berti - Tongiorgi 1982; Berti 2005) e quello dell’ex convento delle Benedettine (Berti - Tongiorgi 1982), dove sono state trovate graffite “a punta” accanto a quelle “a fondo ribassato”, ingobbiate monocrome e marmorizzate, possono oggi essere collocati in un tempo meglio definito.
20. ↑  Giorgio - Trombetta 2011, p. 237.
21. ↑  Alberti - Giorgio 2013, pp. 79–81.
22. ↑  Alberti - Giorgio 2013, pp. 16–17. Vedi anche pp. 198-200 per avere maggiori informazioni sulle marmorizzate prodotte nella fornace di via della Sapienza.
23. ↑  Alberti - Giorgio 2013, p. 19; Tongiorgi 1979, p. 19; Berti 1997, p. 266.
24. ↑  Alberti - Giorgio 2013, p. 19; Petralia 1991, p. 180.
25. ↑  Alberti - Giorgio 2013, p. 19; Tongiorgi 1964; Casini 1965, p. 79.
26. ↑  Alberti - Giorgio 2013, p. 91. Vedi approfondimenti sugli scavi di Villa Quercioli a pp. 91-102 e di via della Sapienza a pp. 191-194
27. ↑  Alberti - Giorgio 2013, pp. 91–94, Tav. 4a.
28. ↑  Alberti - Giorgio 2013, pp. 94–98, Tavv. 4b-8.
29. ↑  Alberti - Giorgio 2013, pp. 98–101, Tavv. 9-13.
30. ↑  Alberti - Giorgio 2013, pp. 101–102, Tav. 14.
31. ↑  Per uno studio più aggiornato si rimanda alla tesi di dottorato Giorgio 2016.
32. ↑  Alberti - Giorgio 2013, pp. 96, 101, Tavv. 8, 13.
33. ↑  Alberti - Giorgio 2013, p. 96, Tav. 8.
34. ↑  Alberti - Giorgio 2013, p. 100, Tav. 13 (terzo periodo), p. 101 (quarto periodo).
35. ↑  Alberti - Giorgio 2013, pp. 92, 94, Tavv. I (VI.a) - II (IX.b, X.a, XI); Berti 1994, pp. 361–362, Fig. 8/1-6 Motivi I. (p. 380), decorazione graffita su reperti da via Nicolo Pisano; Alberti - Giorgio 2013, pp. 193–194; Berti 1994, p. 362, Fig. 9/1-3 Motivi III (p. 381).
36. ↑  Alberti - Giorgio 2013, p. 96, Tavv. I (I, III.b, IV.a-b, V, VII.a-b), II (IX.a-b, X.b-c).
37. ↑  Alberti - Giorgio 2013, pp. 100, Tavv. I (III.a, VI, VIIa-b, VIII), II (IX.b, X.a); Berti 1994, p. 369 (motivi zoomorfi - uccelli), Fig. 20, p. 386.
38. ↑  Alberti - Giorgio 2013, pp. 101–102, Tavv. I (VII.a.1, II), II (IX.c, X.a-b).
39. ↑  Alberti - Giorgio 2013, p. 194, Fig. 16 (A4)-18; Berti 1994, p. 385, Fig. 19; Berti 1994, p. 362, Fig. 19 Motivi II (p. 385).
40. ↑  Berti 1994, p. 362, Figg. 9/1-2 (Motivi IV) p.381 e 10/1 p. 381.
41. ↑  Alberti - Giorgio 2013, p. 94, Tav. IV (4.a.1-2).
42. ↑  Alberti - Giorgio 2013, p. 96, Tavv. III (1, 3.a.1, 3.c.1, 3.c.2), IV (4.b.1, 6.a.1), V (9.b.3, 9.c).
43. ↑  Alberti - Giorgio 2013, pp. 100–101, Tavv. III, (1, 2.a-e, 3.a.2, 3.b, 3.c.1), IV (4.a.1-2, 4.b.2, 6.a.1-2), V (4, 9.a, 9.b.1-2).
44. ↑  Alberti - Giorgio 2013, p. 102, Tavv. III (1), IV (5.a-b, 8.a).
45. ↑  Per altri esempi di motivi periferici o sequenze vedi Alberti - Giorgio, p. 194, Fig. 19.
46. ↑  Alberti - Giorgio 2013, p. 96, Tav. VI (I).
47. ↑  Alberti - Giorgio 2013, p. 101, Tav. VI (II).
48. ↑  Alberti - Giorgio 2013, p. 102.
49. ↑  Alberti - Giorgio 2013, pp. 96–97 Tavv. VI (S.l.1-3, S.o.2, S.a.2); Alberti - Giorgio 2013, pp. 101–102 Tav. VI (S.l.1-3, S.o.1.a, So.o.1.b, S.a.1-2).
50. ↑  Berti 2005, p. 12, Tavv. 1-4.
51. ↑  Berti 2005, pp. 12–17, Tavv. 5-19, Grafico 2. Si distinguono poi diversi tipi in base alle misure inerenti al diametro e alla profondità del recipiente.
52. ↑  Berti 2005, pp. 23–27, Tavv. 20-25, Grafico 3.
53. ↑  Berti 2005, pp. 27–28. Tavv.26-39, Grafici 5-6.
54. ↑  Berti 2005, pp. 34–35, Tavv. 40-41. In base a rapporti diversi tra le dimensioni dei recipienti si identificano altre tre varianti, Tavv. 42-44.
55. ↑  Berti 2005, pp. 37–41, Tavv. 45-54.
56. ↑  Berti 2005, pp. 41, 52, Tav. 66.
57. ↑  Berti 2005, p. 52, Tavv. 67-69. Queste decorazioni sono state riscontrate su recipienti che hanno distribuzione 1 e 3.
58. ↑  Berti 2005, pp. 53, 64, Tavv. 70-79. Questo gruppo di motivi si incontra in recipienti con distribuzione prevalentemente di tipo 3.
59. ↑  Berti 2005, pp. 65–66, Tavv. 80-81. I recipienti che si sono conservati meglio mostrano che tale decorazione ha distribuzione di tipo 2 e 3.
60. ↑  Berti 2005, pp. 66, 68 , Tavv. 82, 84/1-3. I motivi di questo gruppo si incontrano con distribuzione prevalentemente di tipo 2 ma anche 3.
61. ↑  Berti 2005, p. 69, Tav. 87. I motivi hanno distribuzione 4 e 3.
62. ↑  Berti 2005, p. 69, Tavv 88-89. I motivi hanno prevalentemente distribuzione di tipo 2 e poi 3.
63. ↑  Berti 2005, pp. 41, 45, Tavv. 55-56.
64. ↑  Berti 2005, p. 45, Tav. 57.
65. ↑  Berti 2005, pp. 45–52, Tavv. 58-65. Gli elementi “alfa” sono schematizzati nella Tav. 59.
66. ↑  Alberti - Giorgio 2013, p. 110; Moore Valeri 2004.
67. ↑  Alberti - Giorgio 2013, p. 112, Tav. 21, GR.R.5-6.
68. ↑  Alberti - Giorgio 2013, p. 113, Tav. 21, GR. R.1 e 3, GR.R.2 e 4.
69. ↑  Alberti - Giorgio 2013, p.113, Tav. 21, GR.R.7-8; Alberti - Giorgio 2013, p. 196, Figg. 25-27. Questi ritrovamenti sono dello scavo di via della Sapienza.
70. ↑  Alberti - Giorgio 2013, p. 112, Tav. 21.
71. ↑  Alberti - Giorgio 2013, p. 113, Tav. X, I; Fig. 17, GR.R.1.
72. ↑  Alberti - Giorgio 2013, p. 198, Fig. 28. Queste decorazioni sono state riscontrate su recipienti portati alla luce dello scavo di via della Sapienza.
73. ↑  Alberti - Giorgio, p. 112, Tav. XI, 5.a, 6.a; fig. 17. Un esempio di “imitazione” di decori montelupini è costituito dai motivi periferici “a foglia di prezzemolo”. Il decoro “a perla infilzata” (p. 112, Tav. XI, 4.a) è caratteristico di altri centri toscani e si diffonde dalla seconda metà del XVI secolo.
74. ↑  Alberti - Giorgio, p. 113, Tavv. XI (1.a-b, 3, 4.b, 5.b, 6.b, 6.c.2); Fig. 17, GR.R.2-3; Tab.6; per il “tralcio frondoso” vedi Moore Valeri 2004, p. 53.
75. ↑  Alberti - Giorgio 2013, p. 198, Fig. 29. Queste sequenze sono state riscontrate su recipienti aperti dello scavo di via della Sapienza.
76. 1 2 3 4 5  Vedi Giorgio 2016 per uno studio più aggiornato.
77. ↑  Berti - Renzi Rizzo 1997, pp. 51–54, Figg. 18-21; in AA. VV. 1979 sono esposti i dati relativi al restauro e alla storia del convento. Alcuni dati sono ripresi dall’opera di Antonio Mannosi, “Un monastero una storia”, pp. 9-29.
78. ↑  (Berti 2005, pp. 5–6). Ezio Tongiorgi nel 1982 pubblica un articolo dove informava gli studiosi e appassionati riguardo al ritrovamento di reperti in Lungarno Simonelli (Berti - Tongiorgi 1982, p. 142).
79. ↑  Berti 2005, p. 7.
80. ↑  Berti 2005, pp. 7–8.
81. ↑  I lavori furono supervisionati da Letizia Pani Ermini. Per gli articoli riguardanti i lavori e il materiale portato in luce: Garzella - Redi 1980; Redi 1982; Del Chiaro 1984-85 (Tesi di Laurea discussa presso la Facoltà di Lettere e Filosofia dell’Università degli Studi di Pisa nel 1985).
82. ↑  Berti 2005, p. 88; Del Chiaro 1984-85. Questa datazione è suggerita dalla mancanza delle forme più arcaiche e dalle decorazioni.
83. ↑  Berti 1994, pp. 356, 357-363.
84. ↑  Alberti - Giorgio 2013, p. 48; Garzella 1990; Redi 1991; Gattiglia 2013, pp. 106–116.
85. ↑  Alberti - Giorgio 2013, p. 49; Baldassarri - Raffaelli 1975, p. 16
86. ↑  Alberti - Giorgio 2013, p. 49; Giorgio 2011b; Ducci - Giorgio - Clemente 2012; Giorgio 2012c.
87. ↑  Tolaini 1979, pp. 48–49; Severini 1999, p. 82.
88. ↑  Per una descrizione più dettagliata del bastione si veda Baldassarri - Raffaelli 1975, pp. 21–23.
89. ↑  Alberti - Giorgio 2013, p. 51; Nuti 2011, pp. 35–36 e Figg. a p. 80 in Nuti 1986.
90. ↑  Lo scavo è stato edito da Marcella Giorgio (https://www.academia.edu/13408119/Un_occasione_per_recuperare_il_passato_lo_scavo_di_Sant_Apollonia_a_Pisa). I lavori sono stati supervisionati dall'archeologa Roberta Mirandola e dall'architetto Chiara Prosperini
91. ↑  In Cavazza – Marchetti 2000, pp. 36–37, e in Paliaga – Renzoni 2005, pp. 85–86 sono riportate informazioni riguardanti la chiesa.
92. ↑  vedi lo studio di G. Clemente “Vasai e produzione ceramica a Pisa nel XVI secolo attraverso le fonti documentarie” in Alberti – Giorgio 2013, pp. 35–36
93. ↑  Alberti - Giorgio 2013, pp. 157–227.
94. ↑  Berti 2005, p. 169; vedi anche Alberti - Tozzi 1993, pp. 606, 614-619, 625-626. Le ceramiche qui ritrovate sono conservate presso la Soprintendenza Archeologica della Toscana. Berti 2005, p. 169; Abela 1994, pp. 34–38/Tav. VII, 34-35; Berti - Stiaffini 2001, pp. 88–93.
95. ↑  Berti 2005, p. 169; Abela 1994, pp. 34–38/Tav. VII, 34-35; Berti - Stiaffini 2001, pp. 88–93.
96. ↑  Berti 2005, pp. 8, 91-97. Per altri dettagli vedi anche Berti 1994, pp. 376–377; Berti - Stiaffini 2001, p. 99.
97. ↑  Berti 2005, pp. 169–170. Per i ritrovamenti di Ripafratta vedi Redi 1987, p. 311; AA. VV. 1989, pp. 425, 445-447; Banti 1988, pp. 204, 213 (Vecchiano); Ciampoltrini - Abela 1998, pp. 137–140; Pasquinelli 1987, pp. 72–73, Tav. XXII/1-5; Cascarella et al. 1987, Tav. II/ 1-3.
98. ↑  Per la Chiesa di Santa Giustina vedi: Berti 2005, pp. 170–171; Abela 1997; Berti - Stiaffini 2001, pp. 82–88; Citriniti 2003/2004, pp. 55–67. Per Palazzo Adinolfi: Ciampoltrini - Zecchini 2002, pp. 169–170, Tavv. 55-56/1-3. Per Palazzo Lippi: Ciampoltrini - Notini 1990, p. 571; Ciampoltrini 1992, pp. 707–710; Berti - Cappelli 1994, pp. 97–98. Per Palazzo Gigli e Piazza S. Giusto vedi Berti - Cappelli 1994, p. 94. Per via del Crocifisso si veda Berti - Cappelli 1994, pp. 94–95. Per il Castello di Gorfigliano: Quiros Castillo et al. 2000, pp. 163, 166, fig 16/41,43.
99. ↑  Berti 2005, p. 145. L’uso di scarti di fornace per alleggerire le volte è stato riscontrato anche in un recupero a Siena, nel Convento del Carmine (Francovich - Valenti 2002, pp. 28–35). Per maggiori dettagli sui ritrovamenti dell’ex Convento di Sant’Agostino a Pietrasanta vedi Berti 2005, pp. 145–168.
100. ↑  Berti 2005, p. 171 e Gallo 2001, p. 35 (Castello Aghinolfi); Biagini 1994, pp. 190–Fig. 2b - Fig. 3/8-10.
101. ↑  Berti 2005, p. 173; Manacorda 1985, pp. 294–302 - (testo Paola Palazzo), Fig. 91.
102. ↑  Berti 2005, p. 173. Per i ritrovamenti a Genova in via San Vincenzo vedi Mannoni 1975a, pp. 95–97; Fig. 82–1-3, 7 e Mannoni 1969, pp. 86–87 - nn. 18-22; Milanese 1976, p. 272; Milanese 1977, pp. 243, 261/Tav. II/13-17; Gardini - Milanese 1978, p. 100/Tav. IX-X; Gardini 1982; Milanese 1985, pp. 29–Fig.9, 102-103/Fig. 117; Bellatalla et al. 1989, p. 387/Tabella 1; Presotto 1971, p. 39. Per i ritrovamenti a Sarzana si rimanda a Berti 2005, p. 173; Bonora 1975; Frondoni - Geltrudini 2000. Per la zona costiera si veda Berti 2005, p. 173; Benente 1992, p. 208; Gardini - Benente 1994b, pp. 49–51, 60-61/Fig. 2. Si veda anche Berti 2005, p. 174 e De Ferrari et al. 1992, pp. 637, 640-641, 648, 649/Fig. 11, nn. 50-51 (Valle Stura); Milanese 1982, pp. 123–125, 128-129, 141 /Tav. I, 144/Tav. V (per la produzione albisolese con affinità alle ultime graffite “a stecca” pisane); Bernat et al. 1992, pp. 119–120, 130/Fig. 22/4-9 (Albisola); Varaldo 2001, pp. 265–269, in particolare pp. 266-268/Fig. 117 (Savona).
103. ↑  Berti 2005, p. 174; Porcella - Ferru 1991, pp. 176, 183/Fig. 31; Rovina 1986, pp. 204, 207/Tav. II.3.
104. ↑  Berti 2005, p. 175; Gayraud 1978; Moracchini Mazel 1973, p. 15/Fig. 20; 1976, p .24/Fig.31
105. ↑  Berti 2005, p. 175; Amouric - Richez - Vallauri 1999, pp. 81–83, Figg. 172-180
106. ↑  Berti 2005, p. 175; Amouric - Richez - Vallauri 1999, pp. 84–85, Figg. 181-183 (Il vasellame superstite è conservato in vari Musei pubblici e in collezioni private)
107. ↑  Berti 2005, p. 176; Amouric - Richez - Vallauri 1999, p. 85, Fig. 184.
108. ↑  Berti 2005, p. 176; AA. VV. 1993, pp. 40–41, Fig. 29, pp. 45, 78
109. ↑  Berti 2005, p. 176; Amouric - Richez - Vallauri 1999, pp. 186–187.
110. ↑  Berti 2005, p. 176; Amigues 1998, Grafici 1 e 2, pp. 210, 216/Fig. 1a-b.
111. ↑  Berti 2005, p. 176; AA. VV. 1993, pp. 32, 71-73; Amouric - Richez - Vallauri 1999, p. 90.